# Christian Frederik Hansen
Christian Frederik Hansen (Copenhague, 29 de febrero de 1756 - Rolighed en Frederiksberg, 10 de julio de 1845), llamado C. F. Hansen, fue un arquitecto danés, clasicista, constructor de la corte real, profesor y director de la Real Academia de Bellas Artes de Dinamarca (Det Kongelige Danske Kunstakademi). Es considerado uno de los arquitectos más importantes de la historia danesa y debido a su puesto de director en la Real Academia (1811-1818, 1821-1827 y 1830-1833) la persona más poderosa en los círculos artísticos durante muchos años. La ciudad de Copenhague había sufrido en esos años varios desastres —el incendio de Christiansborg en 1794, el incendio de 1795 y el bombardeo de 1807— y muchas áreas tuvieron que ser reconstruidas, dejando Hansen su huella al diseñar varios edificios distintivos como la iglesia de Nuestra Señora (1811-1829), el segundo Christiansborg (después quemado) del que se conserva la iglesia del Castillo (1814-1828), la Escuela Metropolitana y el Palacio de Justicia (originalmente diseñado para ser el ayuntamiento). Hansen fue también autor en el norte de Zelanda de la iglesia Hørsholm (1818-1824) y en el sur de Schleswig de la iglesia de Santa María (1829-1833) en Husum. Era conocido como el «Palladio de Dinamarca» por el estilo arquitectónico que promovió. Sus edificios son conocidos por su simplicidad, fuerza y escala.
Hansen era masón de la orden masónica danesa.

## Biografía

### Primeros años y educación

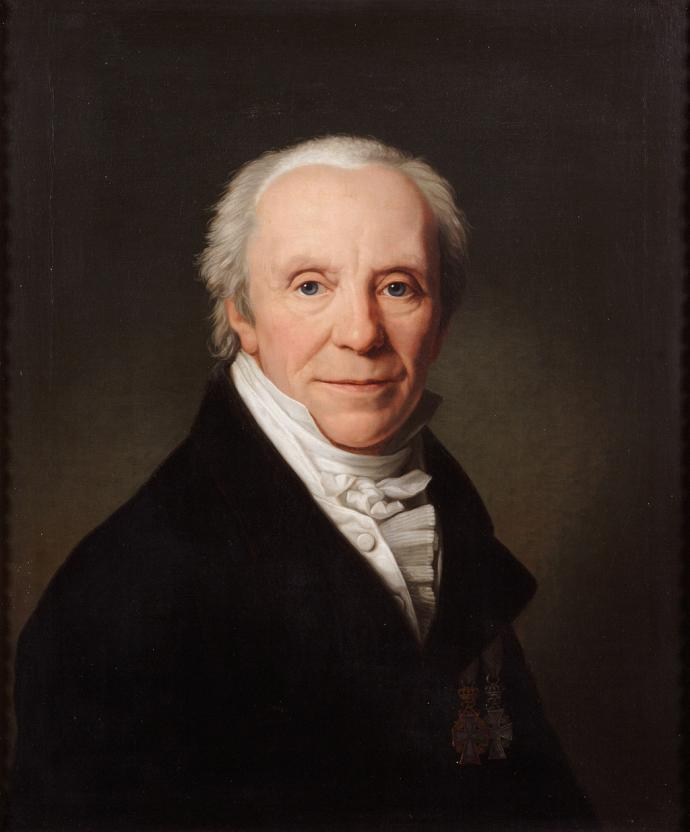
C. F. Hansen retratado por Friedrich Carl Gröger en 1830

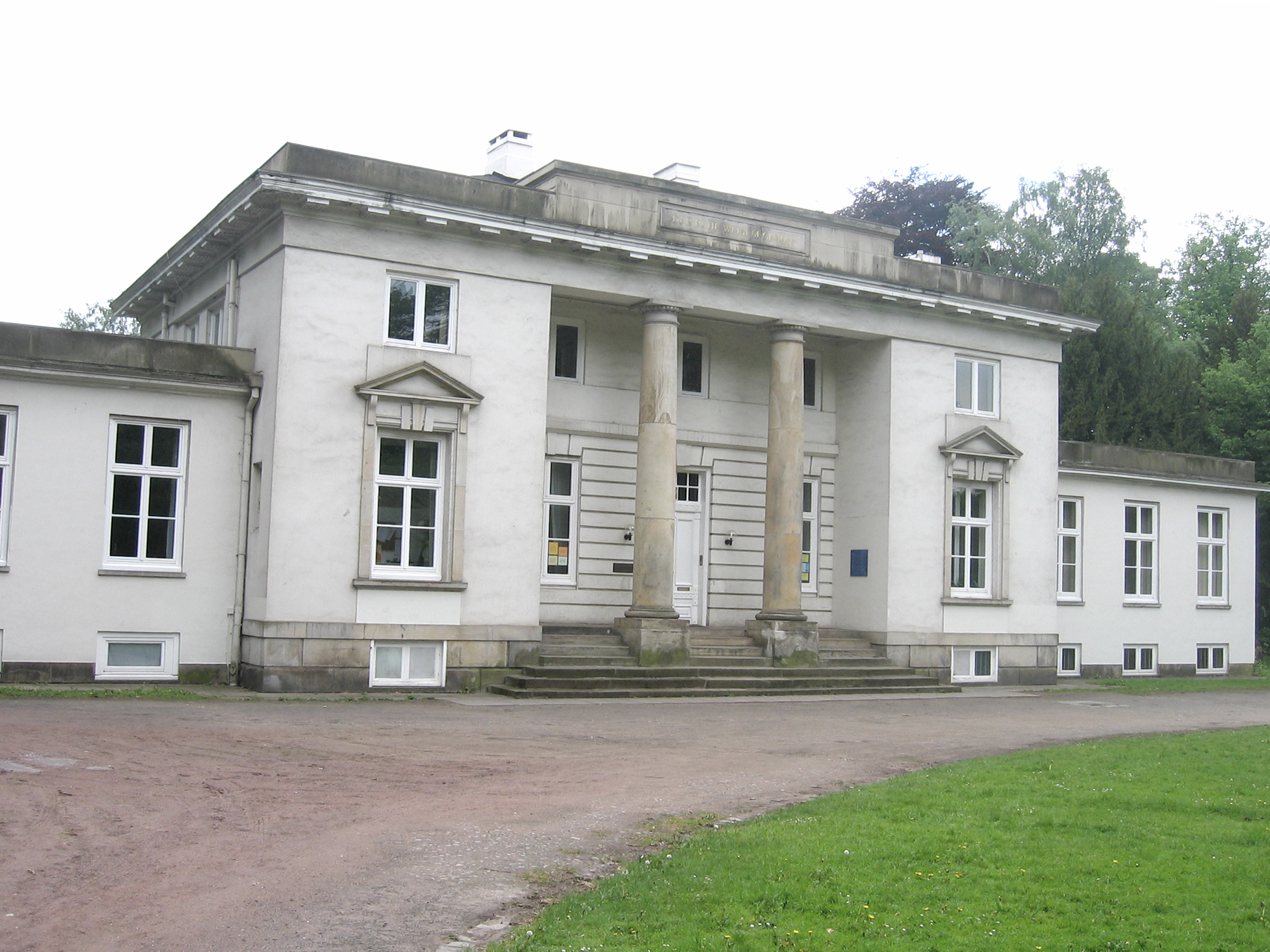
Casa de campo de Cesar Godeffroys (1789-1792), en Altona

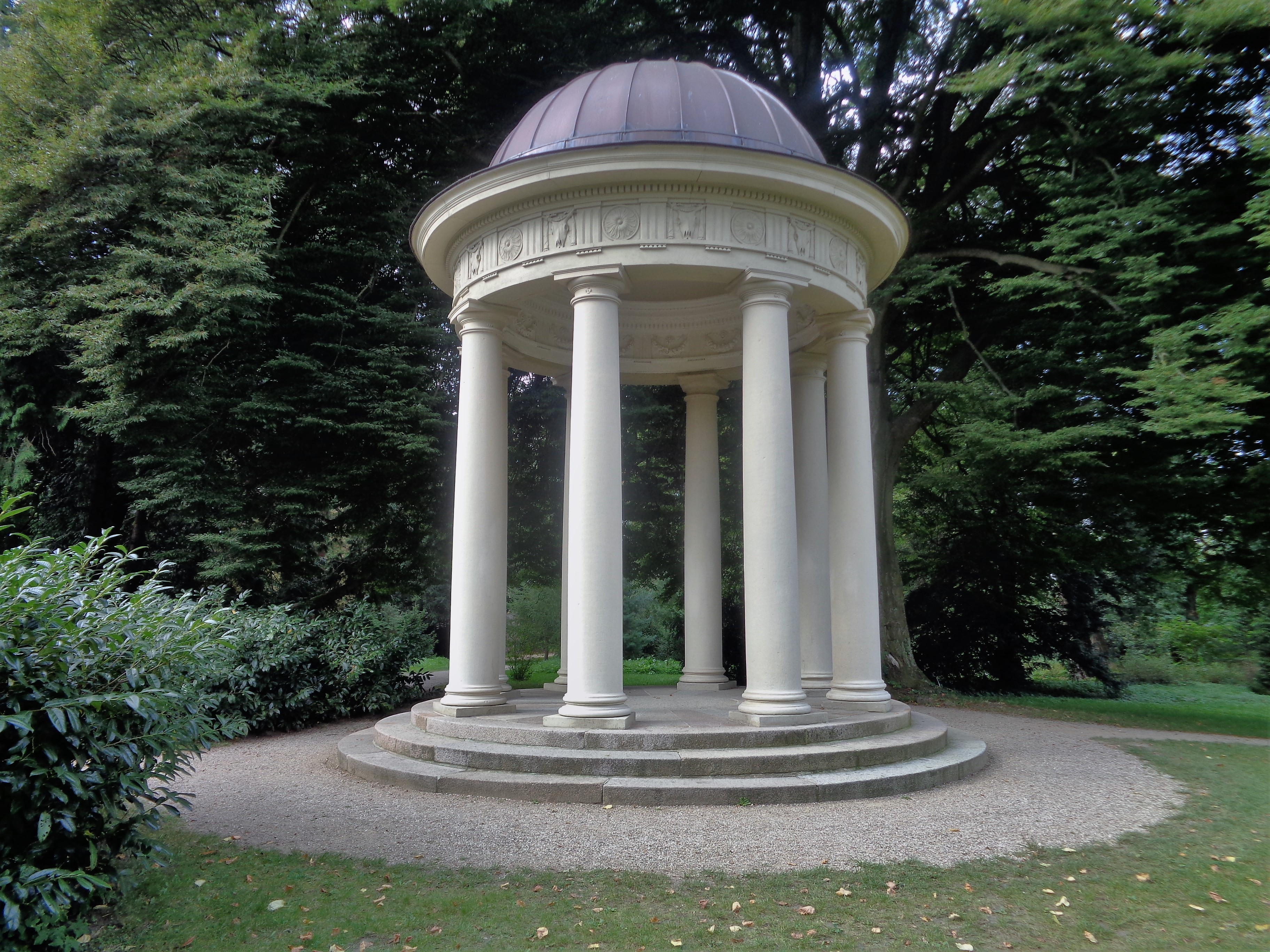
Templo al Sol (1796), monóptero en el parque de Eutiner

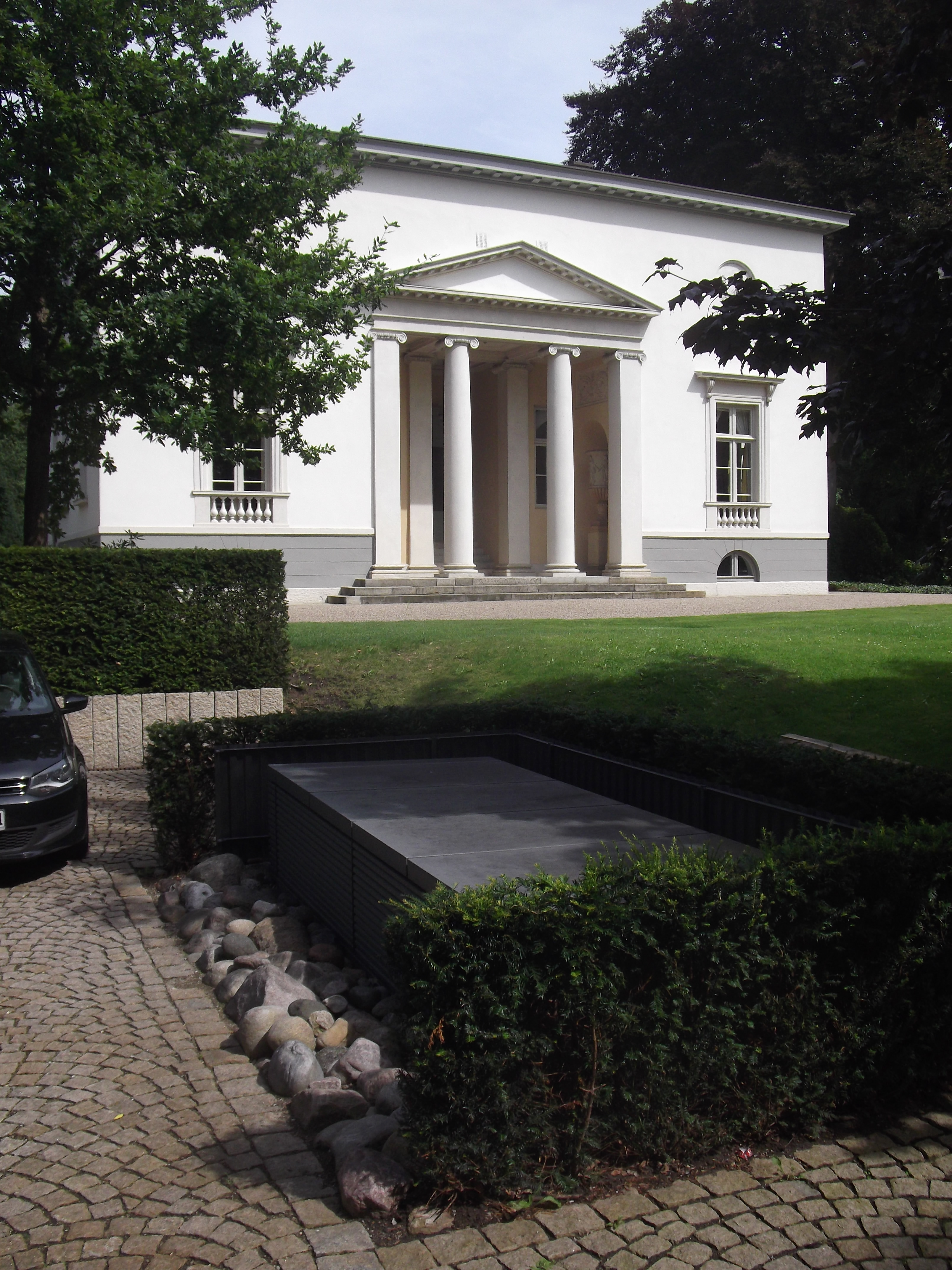
Casa de campo Baur (1804-1806), en Elbchaussee, Hamburgo

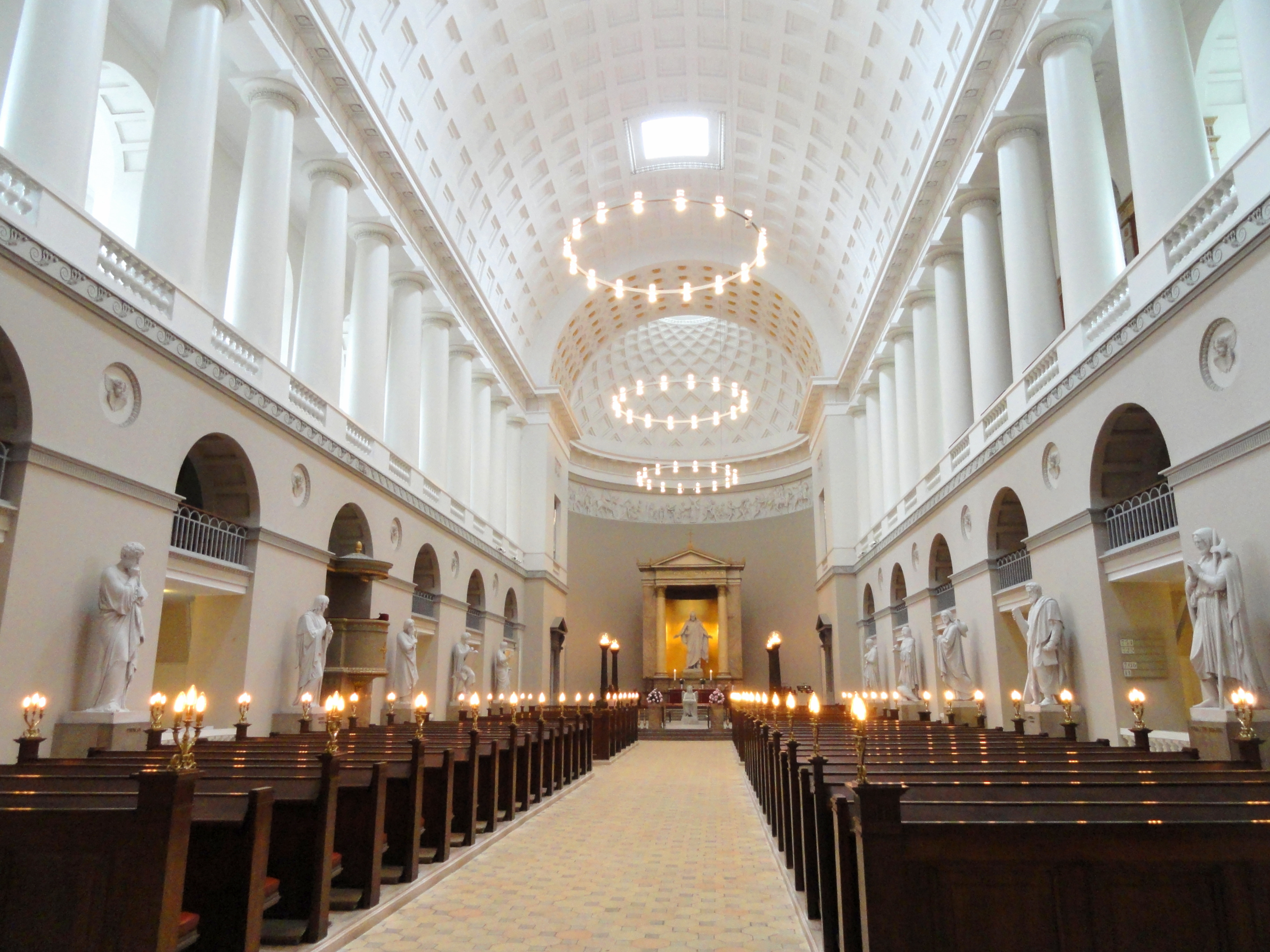
Interior de la iglesia de Nuestra Señora (Copenhague, 1811-1829)

Christian Frederik Hansen nació en Copenhague en 1756 en una familia humilde; su padre, Matthias Hansen, que venía de Husum, era zapatero y comerciante de cuero; su madre, Anna Marie, nacida en Malling, había sido enfermera y comadrona (niñera de la corte que cuidó y supervisó a los niños reales) para el príncipe Cristian, luego el rey Cristián VII. Christian Frederik era el hijo más joven, y la familia no podía permitirse el lujo de sacrificar mucho en su educación, razón por la que lo enviaron a formarse en negocios; pero su deseo irresistible de dibujar no lo dejaba tranquilo. Su madre usó sus contactos en la corte real, y encontró algunas personas influyentes que se interesaron en su educación y capacitación. Fue formado como albañil, y al mismo tiempo asistió a clases en la Academia de Arte a partir de 1766, donde ganó la pequeña medalla de plata en 1772-1773 y la gran medalla de plata en 1774-1775, pero no la pequeña medalla de oro. Cuando compitió nuevamente por ella en 1779, su trabajo, «un Market Hall», fue tan afortunado que recibió la gran medalla de oro. Caspar Frederik Harsdorff fue su maestro en la academia y sintió tanto interés en el simpático joven que lo admitió en su estudio privado y usó su ayuda como director de obras, entre otras cosas en la capilla de Federico V en la catedral de Roskilde en 1780. Probablemente también recibió algo de formación de Nicolas-Henri Jardin. 

### Inicio de carrera
No recibió ninguna beca de viaje de la Academia, a pesar de haber recibido la gran medalla de oro. En cambio, recibió el apoyo económico de la reina viuda Juliane Marie y del rey Christian VII para una gira más corta, y viajó fuera del país a partir de fines de 1782 (estuvo ausente durante 2 años y medio), visitando Viena, Venecia y Roma, donde estudió arte romano antiguo. Los dibujos de estudio grandes y cuidadosamente completados dan testimonio de la seriedad y diligencia de su trabajo y ahora se conservan en la Biblioteca de la Academia de Bellas Artes. Esos diligentes estudios se convirtieron en la base sólida de todo su futuro negocio. 
Regresó a casa en septiembre de 1784 y se convirtió en miembro de la Academia en 1785.

### Inspector de construcción en Schleswig y Holstein: 18 años en Altona
Poco después, en 1785, fue nombrado inspector de edificios para los ducados de Schleswig y Holstein, con residencia obligada en Altona, cargo que había solicitado en 1782. Ocupó ese puesto desde el 24 de noviembre de 1784 hasta su retiro el 31 de octubre de 1844, residiendo en Altona más de 18 años. Prosperó durante esos años construyendo en Altona, Hamburgo y alrededores, con el ejercicio libre de la profesión que compensaba los escasos ingresos que obtenía en su puesto oficial. Construyó hermosas casas para los ricos, tanto en la ciudad como en el campo, fincas en Elbchaussee y pequeñas iglesias. Diseñó muchas casas elegantes a lo largo del distinguido bulevar Palmaille de Altona. Una joya entre las casas de campo es "Landhaus J.H. Baur", construida 1804-1806 y restaurada después de 1995, hoy con la dirección Christian F Hansen Strasse 19. También actuó como promotor y constructor en Altona y en Hamburgo, lo que le permitió adquirir una considerable fortuna que más tarde le permitió administrar una casa grande y sociable en su apartamento maravillosamente equipado en Copenhague (el actual Museo Etnográfico) y al mismo tiempo renunciar a la remuneración de parte de su obra pública. En todas partes usó el mismo estilo romano inspirado en "Palladio", pobre en adornos y detalles, pero de gran tamaño y condiciones simples.
En 1791 se convirtió en profesor titular de la Academia, y en 1792 se casó con Anne Margrethe Rahbek (nacida en 1773), hija del inspector de aduanas Jacob Rahbek y medio hermana del poeta Knud Lyne Rahbek.
Su reputación como un excelente constructor se extendió, y después de la muerte de Harsdorff (1799), se le encomendaron varias obras públicas, incluido un proyecto en Copenhague para la finalización de la iglesia de Federico —también conocida como la Iglesia de Mármol, Marmorkirken—, que nunca llegó a buen término.

### Regreso a Copenhague: constructor y profesor
En 1804 regresó a Copenhague, donde vivió hasta su muerte. Su influencia creció asombrosamente rápido, gracias a su energía y a su poderoso rendimiento. Tenía una gran casa en la que se celebraban actos sociales, en un apartamento fabulosamente decorado en Copenhague (el actual Museo Etnográfico). En 1808 fue nombrado profesor de arquitectura, director jefe de construcción y se le otorgó el cargo de asesor estatal (etatsråd). Ocupó el cargo de director jefe de Construcción hasta su retiro.
En la Academia pronto se convirtió en una persona autoritaria y desplazó a Nikolaj Abraham Abildgaard: Brøndsted escribe, entre otras cosas, a Thorvaldsen: «Hansen es un Factotum en la Academia por su influencia sobre el rey y el príncipe Cristián». En 1808 fue nombrado profesor de arquitectura y director de superestructura, fue elegido ocho veces Director de la Academia (1811-1818, 1821-1827 y 1830-1833); 1826 se convirtió en consejero de la conferencia ("Konferensråd"). En su aniversario oficial en 1830, se le entregó una medalla, que a petición suya, paso en adelante a ser otorgada como una medalla de honor a los jóvenes arquitectos, la Medalla C. F. Hansen. En 1840 recibió la Gran Cruz de la Orden de Dannebrog en 1840.
Un busto de mármol que lo retrata, obra del escultor Hermann Ernst Freund, fue colocado en el salón de actos de la Academia, al igual que un retrato del artista Conrad Christian August Bøhndel en el mismo lugar. La Academia celebró su 50.º aniversario en 1835. Siendo ya un hombre viejo y débil, Hansen, el "Palladio danés", murió el 10 de julio de 1845, a la edad de casi 90 años, en su casa de campo de "Rolighed", en Frederiksberg. Está enterrado en la Iglesia Holmen en Copenhague.

### Concienzudo, fiel y diligente

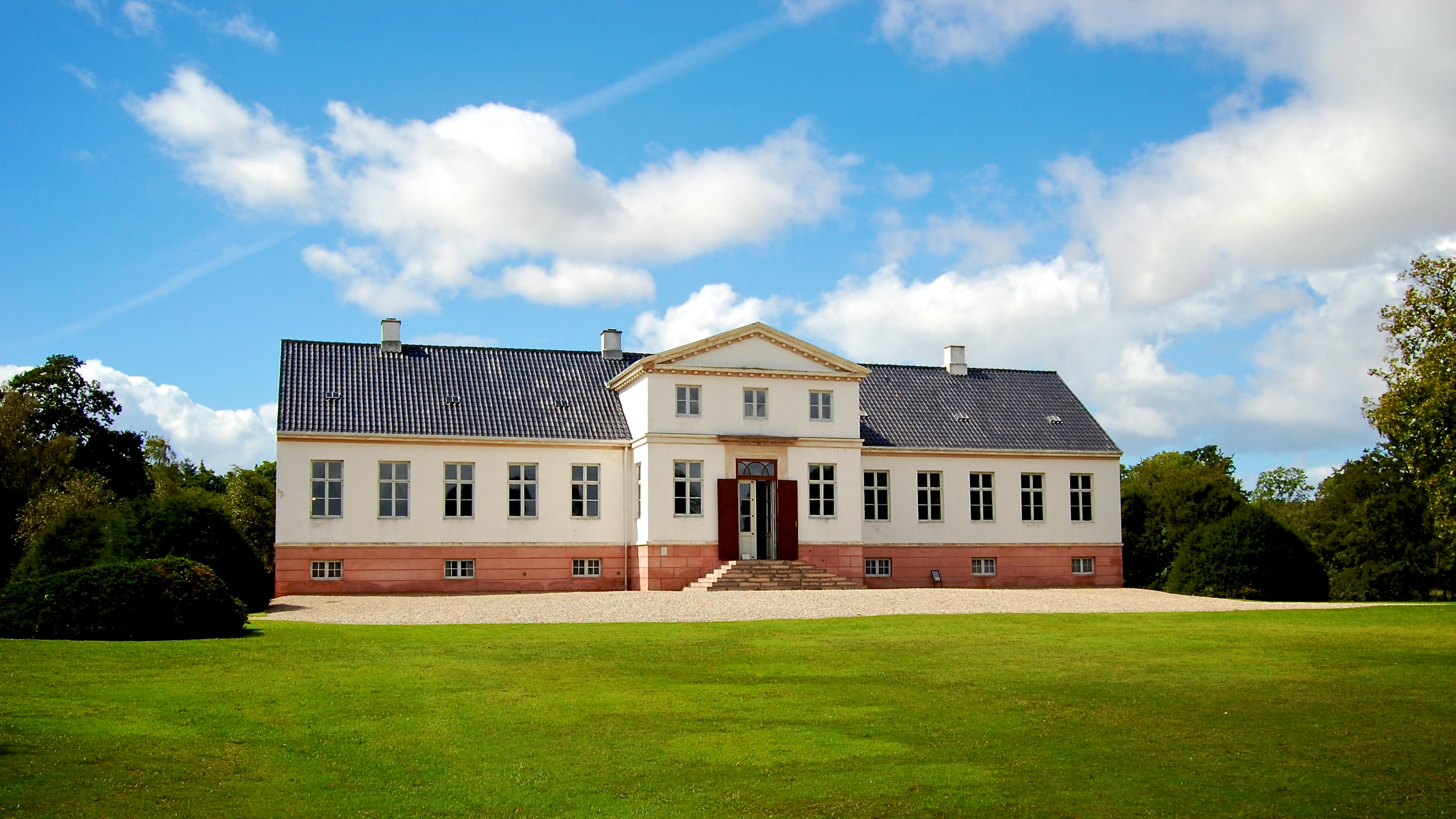
Pederstrup en Lolland

Hansen llegó a dirigir una gran compañía de construcción, cosa rara en Dinamarca. Los grandes edificios públicos, que desafortunadamente Harsdorff no pudo acabar, fueron encomendados a su alumno. Así, Hansen logró dejar su huella en Copenhague en la primera mitad del siglo XIX a través de una serie de grandes edificios públicos. Se le asignó la construcción del Ayuntamiento y el Palacio de Justicia en Nytorv (1805-1815); la Escuela Metropolitana en Frue Plads, completada en 1815; la reconstrucción del castillo de Christiansborg (que se había incendiado en 1794) y la iglesia del castillo (1826-1828); la reconstrucción de la Iglesia de Nuestra Señora (Vor Frue Kirke) junto con la plaza circundante (1811-1829), después de que la iglesia fuera incendiada durante el bombardeo de la segunda batalla de Copenhague en 1807; y, fuera de Copenhague, entre otras, la iglesia de Hørsholm en el sitio del antiguo palacio de Hirschholm, en 1823, que, al igual que sus edificios de iglesias en Schleswig, es una versión en miniatura de la iglesia de Nuestra Señora; "Vilhelmsdal" en Strandvejen con el conocido balcón semicircular, que descansa sobre pesados arcos redondos, columnas dóricas y varias iglesias y edificios privados, por lo tanto, una casa de campo de Frederiksborg.
Resolvió esos encargos con talento y habilidad. Realizó concienzudamente todas las tareas y trabajó fiel y diligentemente para resolverlo lo mejor que pudo. En todos los edificios aplicó el estilo grecorromano, y se debe admirar en todas partes su sentido de los encargos grandes y simples, su poder y amplitud en los detalles. Aunque obligado por las tareas, fue capaz de resolverlas con variedad y originalidad. Aunque fue casi el único gobernante en el campo de la arquitectura en Dinamarca en ese momento, sus contemporáneos a menudo criticaron a su compañía. Se le culpó por su falta de comprensión de la pintura y el estuco, que consideraba solo como una especie de cal de relleno más fina en la arquitectura. Christian Molbechle le reprochó que el estilo no se ajustaba a las condiciones del país, que prestaba muy poca atención al uso práctico de los edificios, que sus edificios se erigían como monumentos aislados sin conexión con el sentido común de la gente. Más tarde, aparecieron serios ataques contra su personaje (V. Freund), pero seguramente lo hacían desde la amargura. Sin embargo, Hansen no fue una personalidad amable o particularmente favorecida, pero tenía el poder y sabía cómo conservarlo, a veces en detrimento, pero muy a menudo en beneficio de los numerosos artistas más jóvenes, que su gran empresa le permitió emplear. En su monotonía y superioridad, a menudo lastimó a esos artistas, ya que apenas entendía lo suficiente como para apreciar su trabajo (Thorvaldsen, H. E.Freund), pero gracias a su energía, muchas obras de arte han visto la luz, que de otro modo habría permanecido desconocida en la oscuridad del estudio.

## Principales obras

### Consejo y Palacio de Justicia

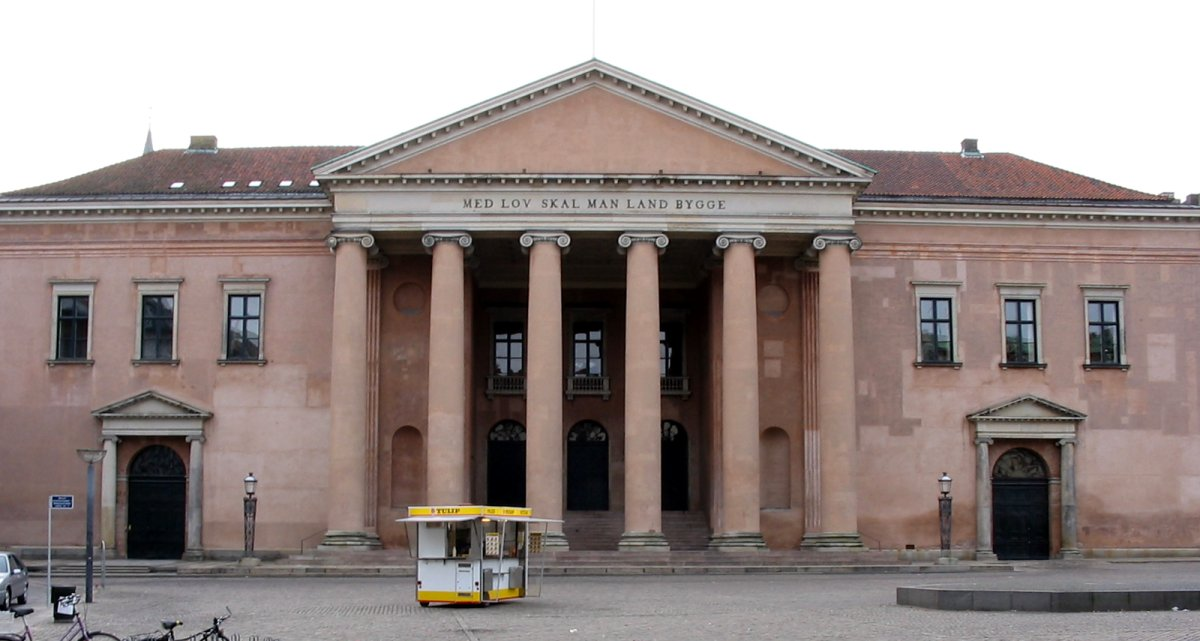
Antiguo Ayuntamiento de Copenhague, ahora palacio de Justicia

Su primera obra pública en Copenhague fue el Consejo y el Palacio de Justicia, y quizás sea también su trabajo más maduro, con sus magníficos edificios de la cárcel a lo largo de la pequeña calle con las entradas arqueadas; Una obra que lleva la impronta de la personalidad que prevalece a través de los siglos. Su mejor. El edificio también fue exitoso en parte debido al terreno, el antiguo Waisenhus y las áreas circundantes, son tan artísticamente como prácticamente usadas, en parte porque el estilo utilizado aquí mejor que en la mayoría de los otros casos en su carácter se ajusta al propósito del edificio. Por supuesto, que el grupo de frontones proyectado, así como los nichos previstos con figuras nunca se hayan colocado, no es culpa de Hansen. Aquí, como tan a menudo, en la evaluación de un edificio, se debe distinguir entre el pensamiento original del proyectista y su realización, lo que el constructor y los medios presentes han permitido. El ayuntamiento fue entregado en 1815. En el mismo año, la Escuela Metropolitana también se convirtió en Frue Plads terminado.

### Castillo de Christiansborg

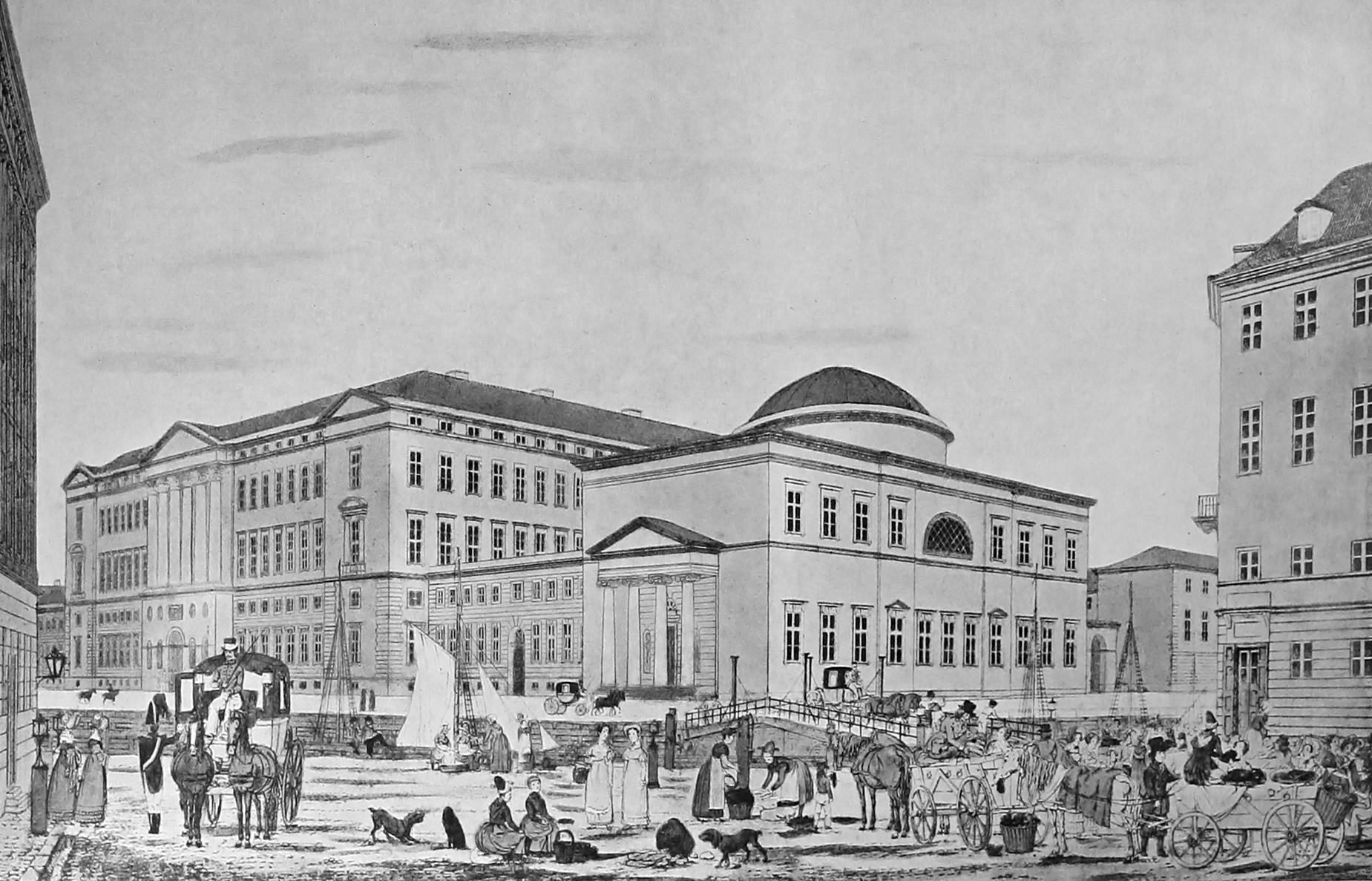
El segundo Christiansborg (y la iglesia del castillo) antes de ser arruinado por un fuego en 1884 (dibujo de H.G.F. Holm de 1837)

Su segundo trabajo importante fue el castillo de Christiansborg, cuya reconstrucción comenzó 20 años después del incendio de 1794. Estaba obligado por los muros y los cimientos del castillo quemado, pero por supuesto eligió en lugar del antiguo estilo rococó su estilo favorito. La propuesta original en su edificio fue la perforación de la pared del ala del castillo hacia la pista de equitación, que reemplazó con una sala de pilares abierta; sin embargo, más tarde se le culpó por no usar ese motivo en la fachada que da a la plaza del castillo, cuya monotonía había roto. También se le achacó que la puerta del castillo era demasiado estrecha y discreta, una objeción justificada. Pero tenía un tratamiento sólido y de buen gusto en muchos detalles y una decoración inusualmente rica y característica de los espacios interiores. El castillo se completó en 1828.
La iglesia del castillo, en su diseño actual, fue construida entre 1813 y 1826. Es lo último que queda del segundo castillo de Christiansborg, ya que el resto se perdió en el incendio de 1884.

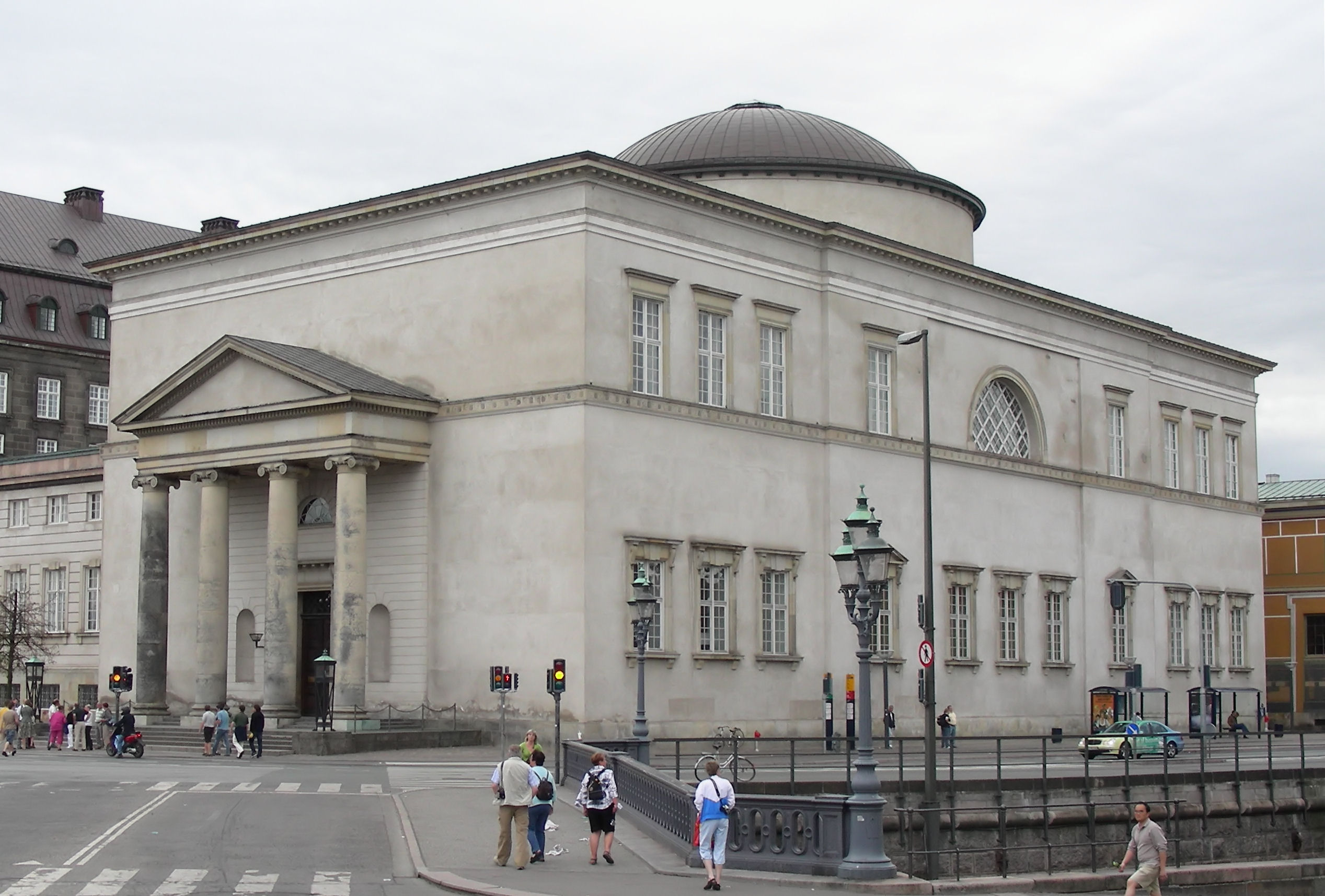
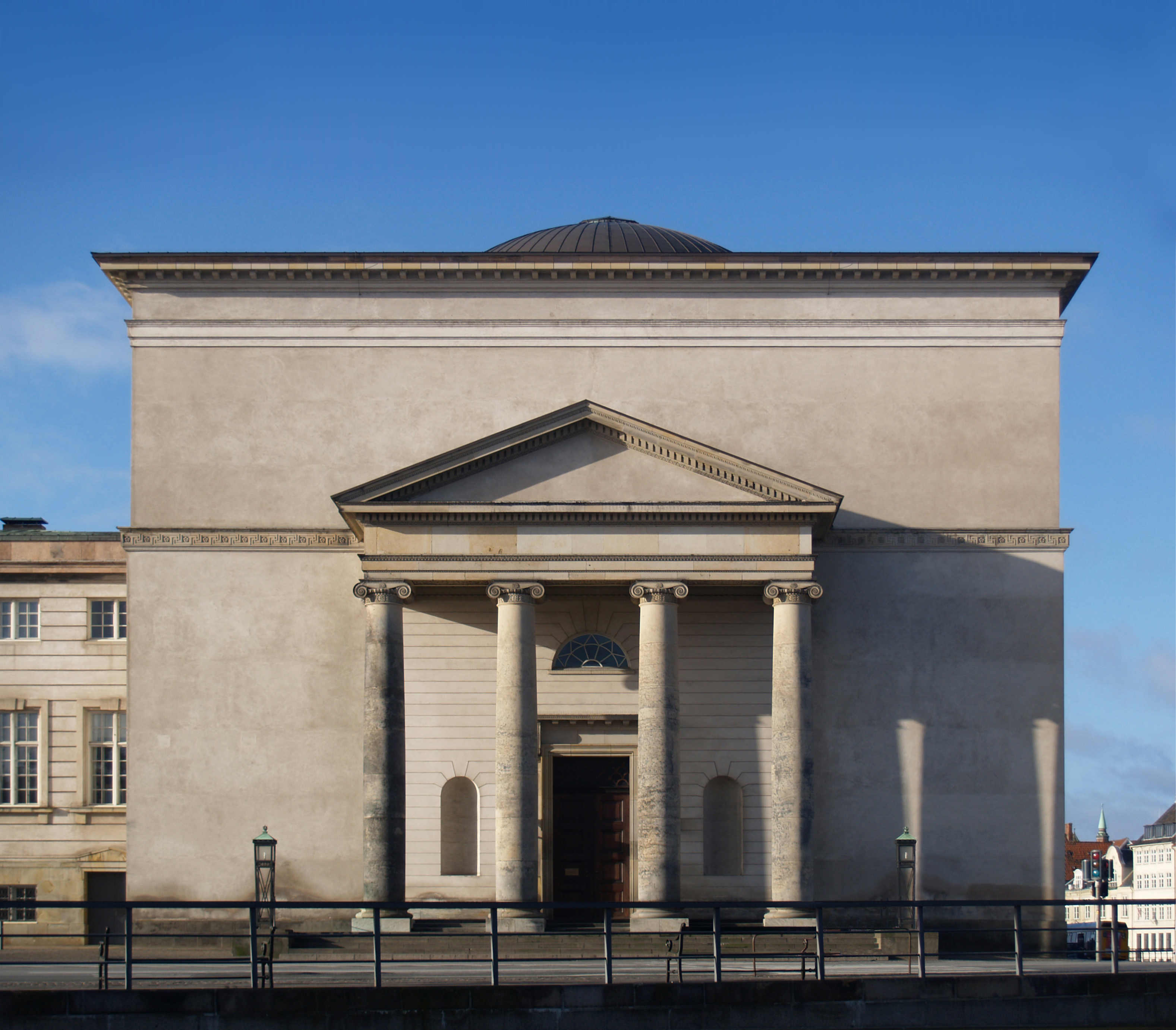
Iglesia del Castillo
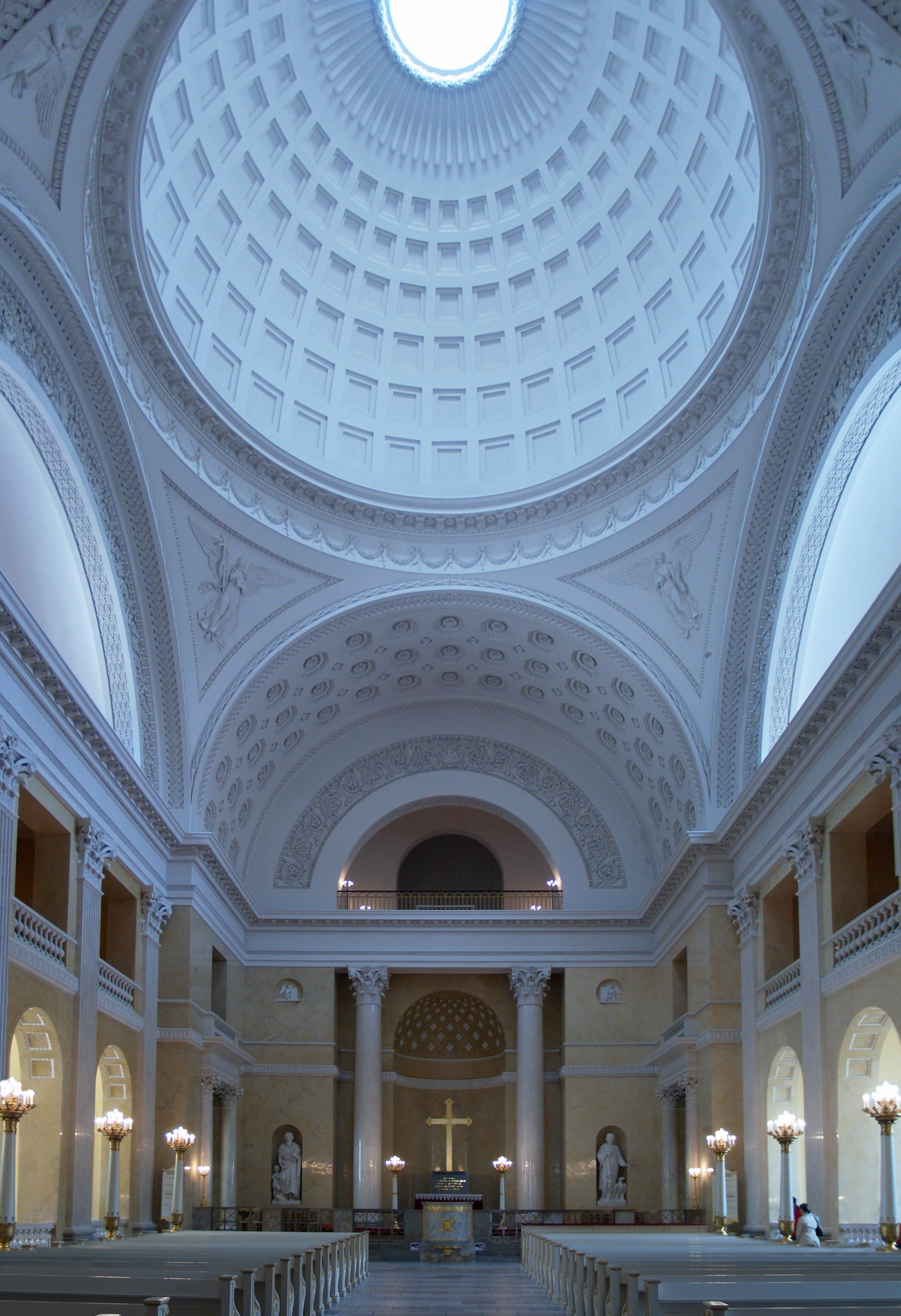
Interior de la iglesia del Castillo

### Iglesia de Nuestra Señora
Cuando la iglesia de Nuestra Señora fue incendiada durante el bombardeo de 1807, al año siguiente, a Hansen se le encomendó la reconstrucción, pero sin la alta aguja debido a su inflamabilidad y al uso de las partes conservadas del edificio. Una vez más, eligió el estilo romano y adjuntó, bastante desmotivado, la construcción vacía y de mal gusto de un rico portal griego, que en sus líneas no está relacionado con esto. Sin embargo, el interior es un espacio magnífico, impresionante en su orgullosa frescura, realzado aún más por las silenciosas estatuas blancas. Hay un estado de ánimo peculiar que prevalece en ese espacio, pero no es un estado de ánimo que esté en sintonía con la determinación religiosa del edificio y la naturalidad de la población. Como dice Molbech: «En nuestros días, ni en el norte ni en el sur, nadie puede adorar a Dios en los templos griegos o vivir en las casas de Pompeya». La primera piedra para el altar se colocó en 1817 en el 300.º aniversario de la Reforma, y la iglesia fue consagrada en 1829.
La iglesia de Nuestra Señora ha sido seleccionada como una de las doce obras de arquitectura que integran el Canon Cultural Danés.

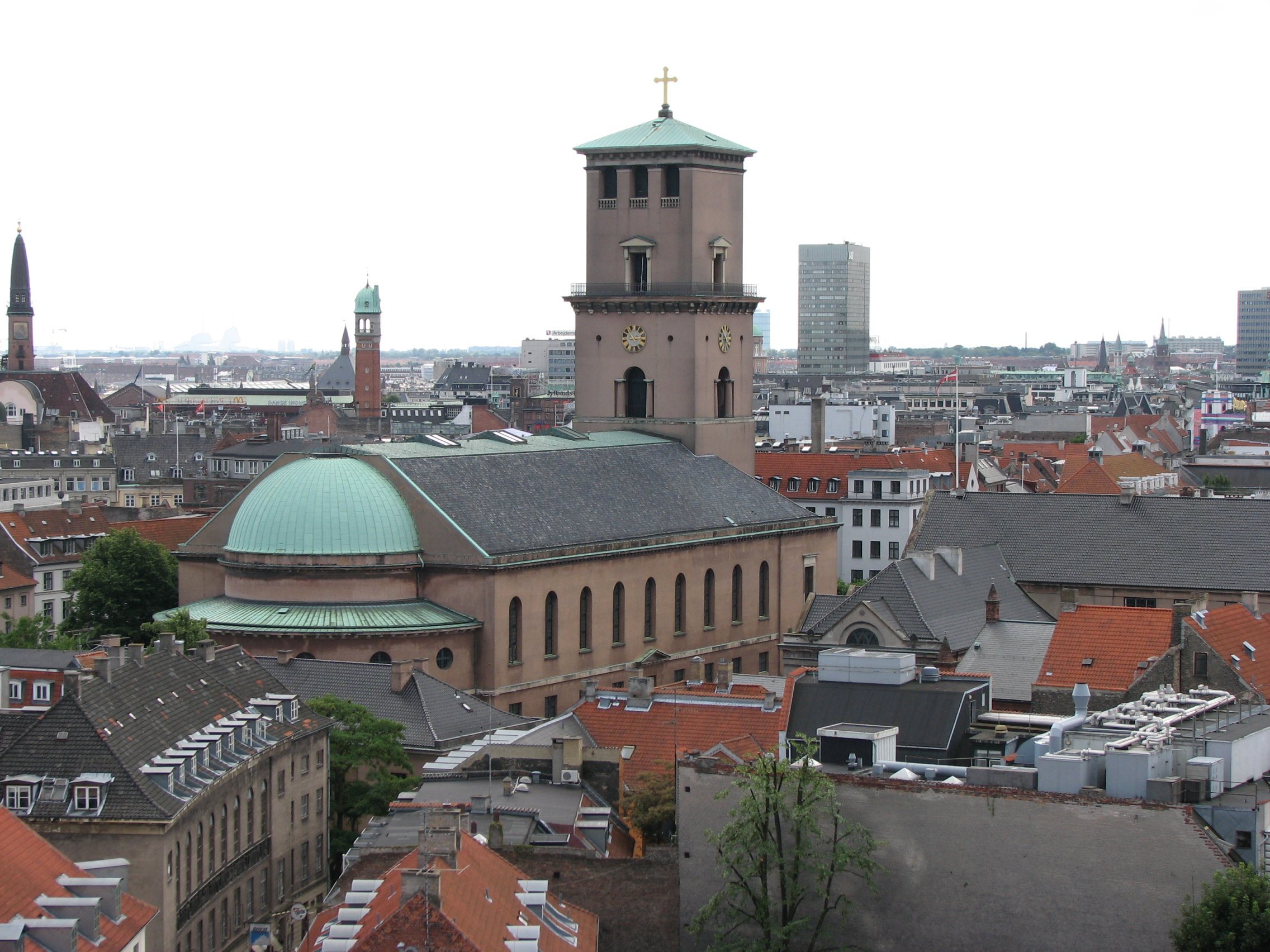
Vista desde la Rundetårn
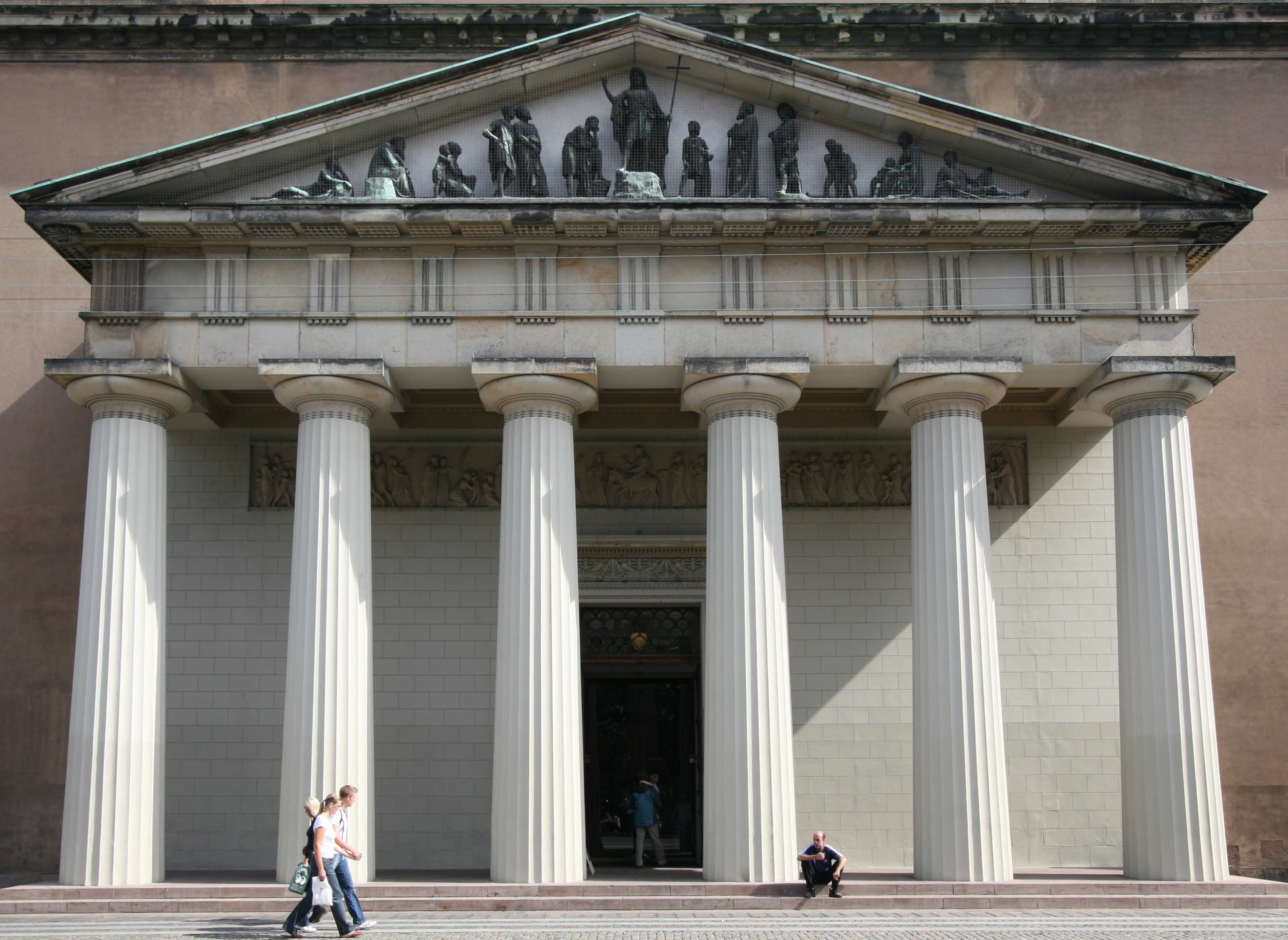
Portal principal
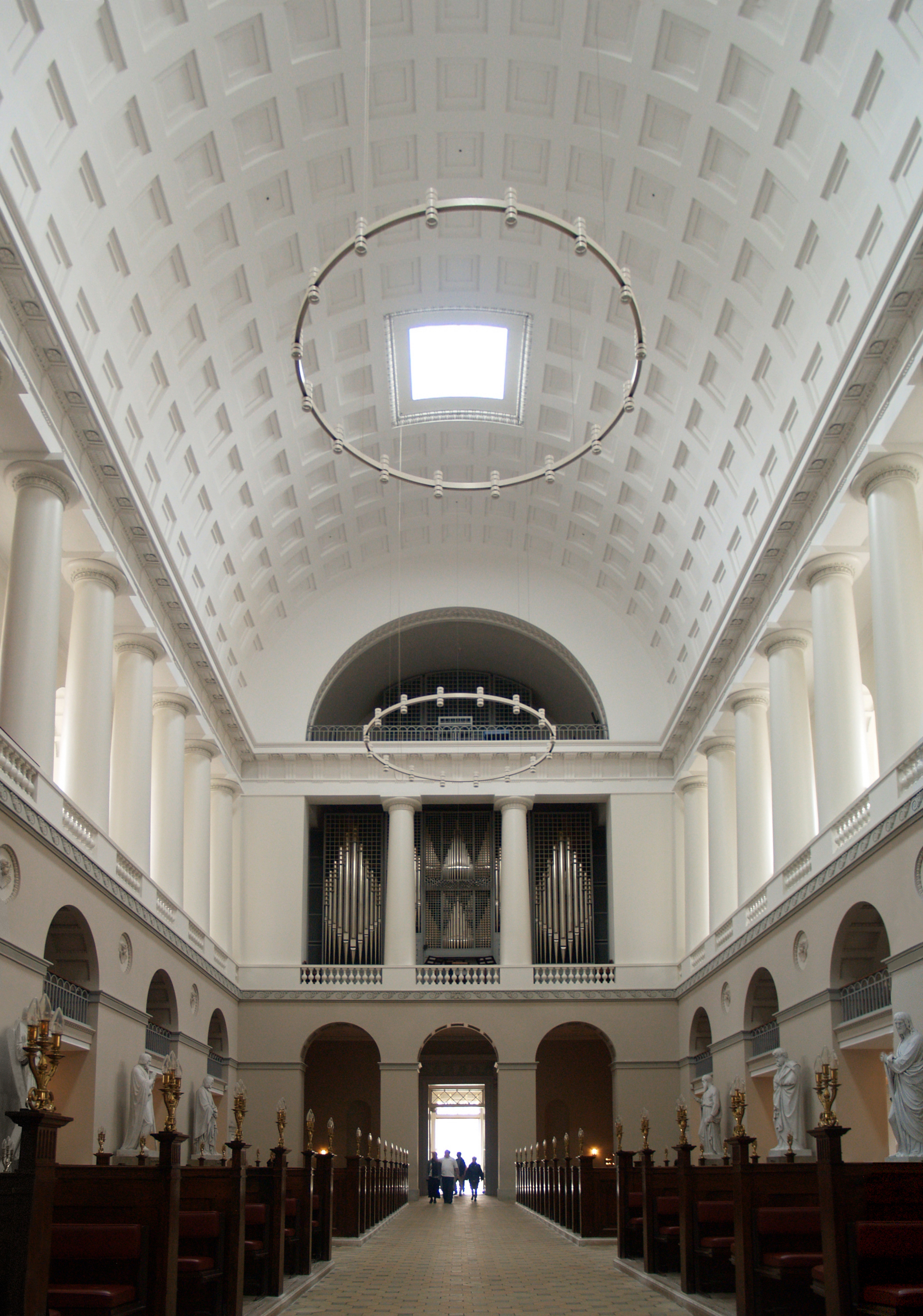
Interior, hacia la entrada
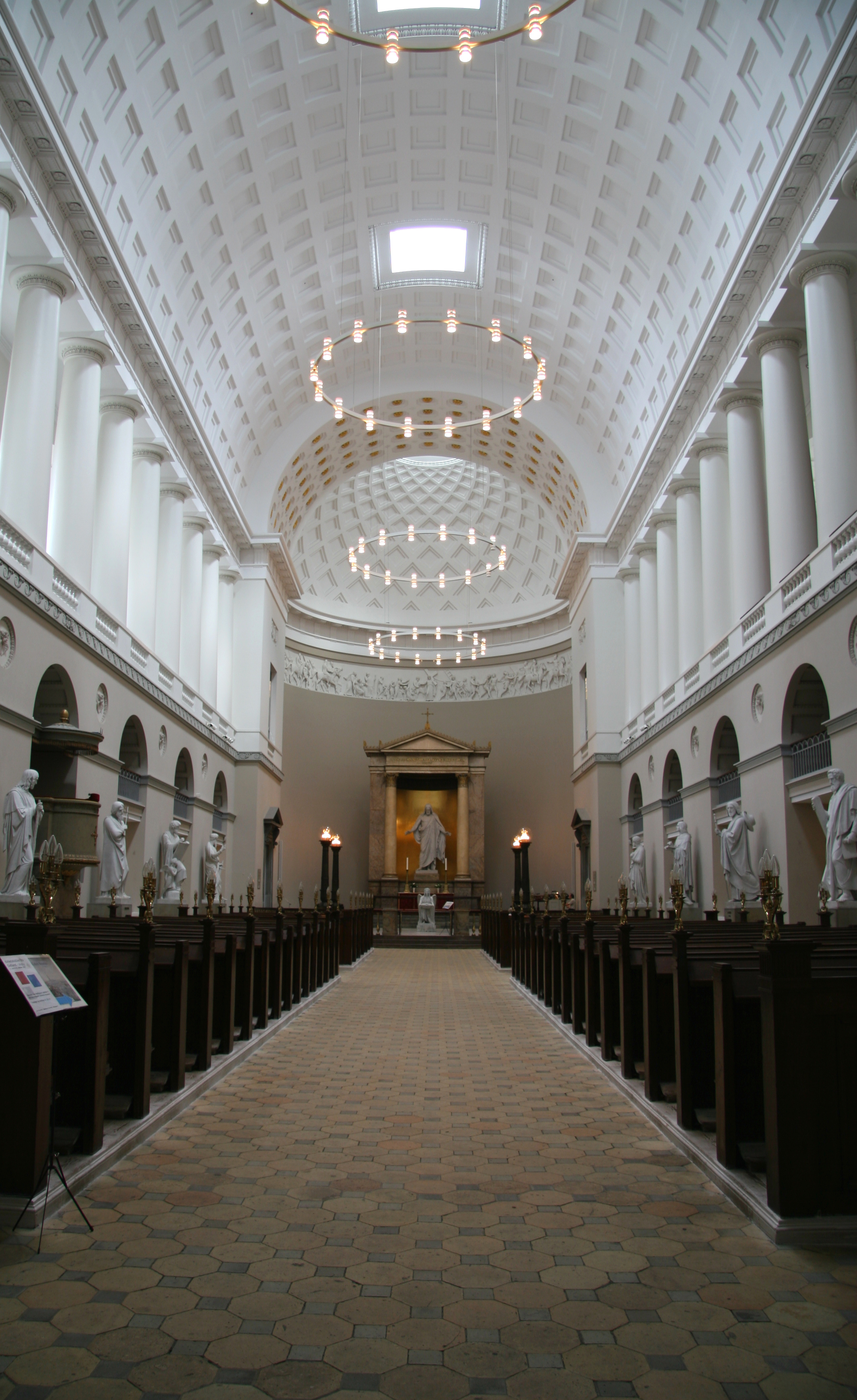
Interior, hacia el altar
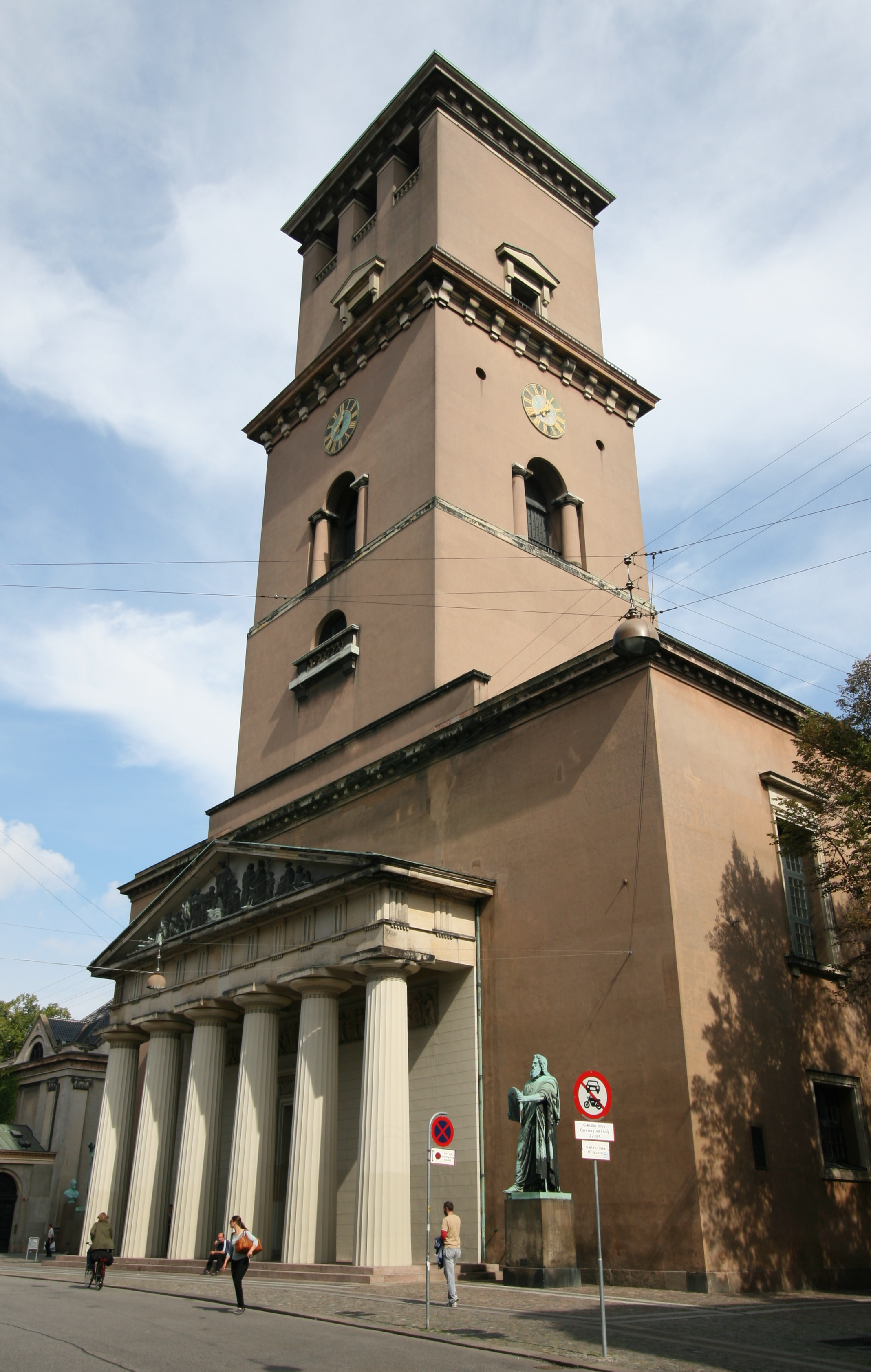
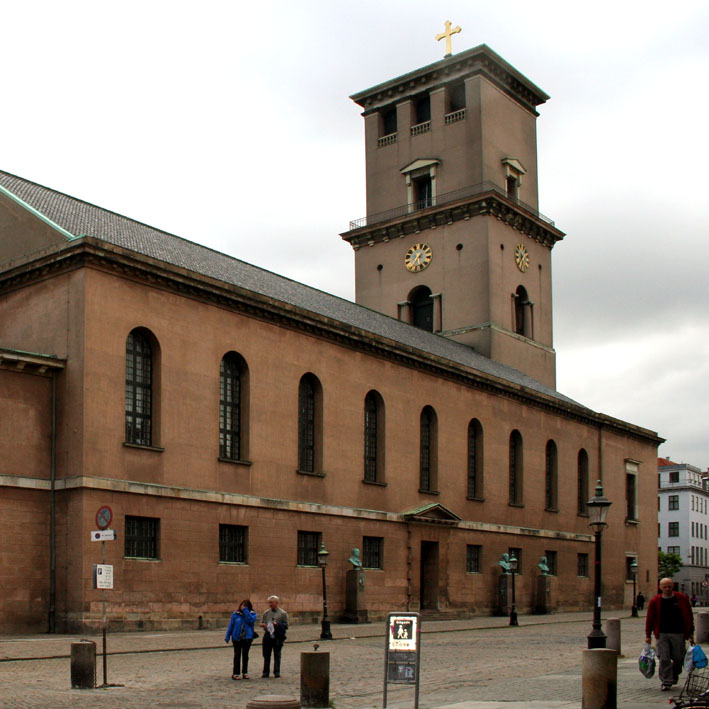

## Obras
Sus principales obras se reproducen en la obra: Chr. F. Hansen, Samling af forskellige offentlige og private Bygninger [Chr. F. Hansen, Colección de varios edificios públicos y privados], 2.ª de G. Hetsch, 1847. Proyectó, entre otras, las siguientes (en orden cronológico):
- 1788-1790: Perdöl, Holsten[2]
- Palmaillen 49, Altona[3]
- 1789-1792: Casa de campo de Cesar Godeffroy, Elbchaussée 499, Altona[Jø. 1]
- 1790-1796: Casa de campo de Peter Godeffroy, Elbchaussée 547, Altona
- 1791: Alt-Fresenburg, casa señorial en Bad Oldesloe
- 1792: Templo del sol y casa de piedra de toba, Eutin, parque del Castillo
- 1794: Vaisenhus, Königstrasse 149, Altona
- 1794-1795: Landhaus Blaker, Blankeneser Landstrasse 34, Altona[Jø. 1]
- 1802, listado: Søholm, Søholm Parkvej 1, Copenhague[Jø. 2]
- 1803: Krummbek Manor, Lasbek (Alemania)
- 1803-1828: Palacio Christiansborg (2.º), Copenhague
- 1804: Ayuntamiento de Oldesloe
- 1805-1815, listado: Råd- og domhuset, Nytorv 21-25, Copenhague[Jø. 3]
- 1806: Villa Gebauer, Philosophenweg 18, Altona[Jø. 4]
- 1806: Vilhelmsdal, Strandvejen 91, Copenhague (demolido)[Jø. 4]
- 1807-1809: Marienkirche, Quickborn[Jo. 1]
- 1810: Iglesia de Nuestra Señora (Vor Frue Kirke), Copenhague[Jo. 2]
- 1811-1822: Iglesia del Castillo de Christiansborg, Christiansborg Slotskirke, Copenhague[Jo. 3]
- 1811-1815: Escuela Metropolitana (Metropolitanskolen), Copenhague[Jø. 5]
- 1814-1816: Elbschlössen, Elbchaussée 372, Altona[Jø. 6]
- ca. 1815: Christiansminde, Strandvejen 15, Copenhague (demolido)
- 1815: Ayuntamiento de Plön
- 1815: Palacio de Justicia de Copenhague
- 1816: Hegnsholt, Fredensborg[Jø. 7]
- 1817-1820: Institución de salud mental de Schleswig (Slesvig Sindssygeanstalt)[Jø. 8]
- 1818-1824: iglesia de Hørsholm, Hørsholm[Jo. 4]
- 1821-1822: Ayuntamiento de Lemvig[Jø. 9]
- 1822: Casa de arrestos (Arresthus), Neumünster
- 1822: Pastorat, Rabenkirchen
- 1822: Logihus, Bad Oldesloe
- 1822-1824: Iglesia de Vonsild
- 1827-1829: Sala de figuras de Charlottenborg, sala de la puerta y escaleras interior nuevo, Kongens Nytorv 1, København
- 1828: Iglesia de Simonsberg, Husum
- 1828-1834: Vicelinkirken, Neumünster[Jo. 4]
- 1829-1833: Mariekirke, Husum[Jo. 5]
- 1830: Ayuntamiento de Åbenrå
- 1832: Sankt Peter Kirke, Krempe
- 1839-1840: Ayuntamiento de Hillerød
- 1839: Det Hvide Palæ, Randbøldal
- 1841: Iglesia de Skagen, Skagen[Jo. 1]

Iglesias de Hansen
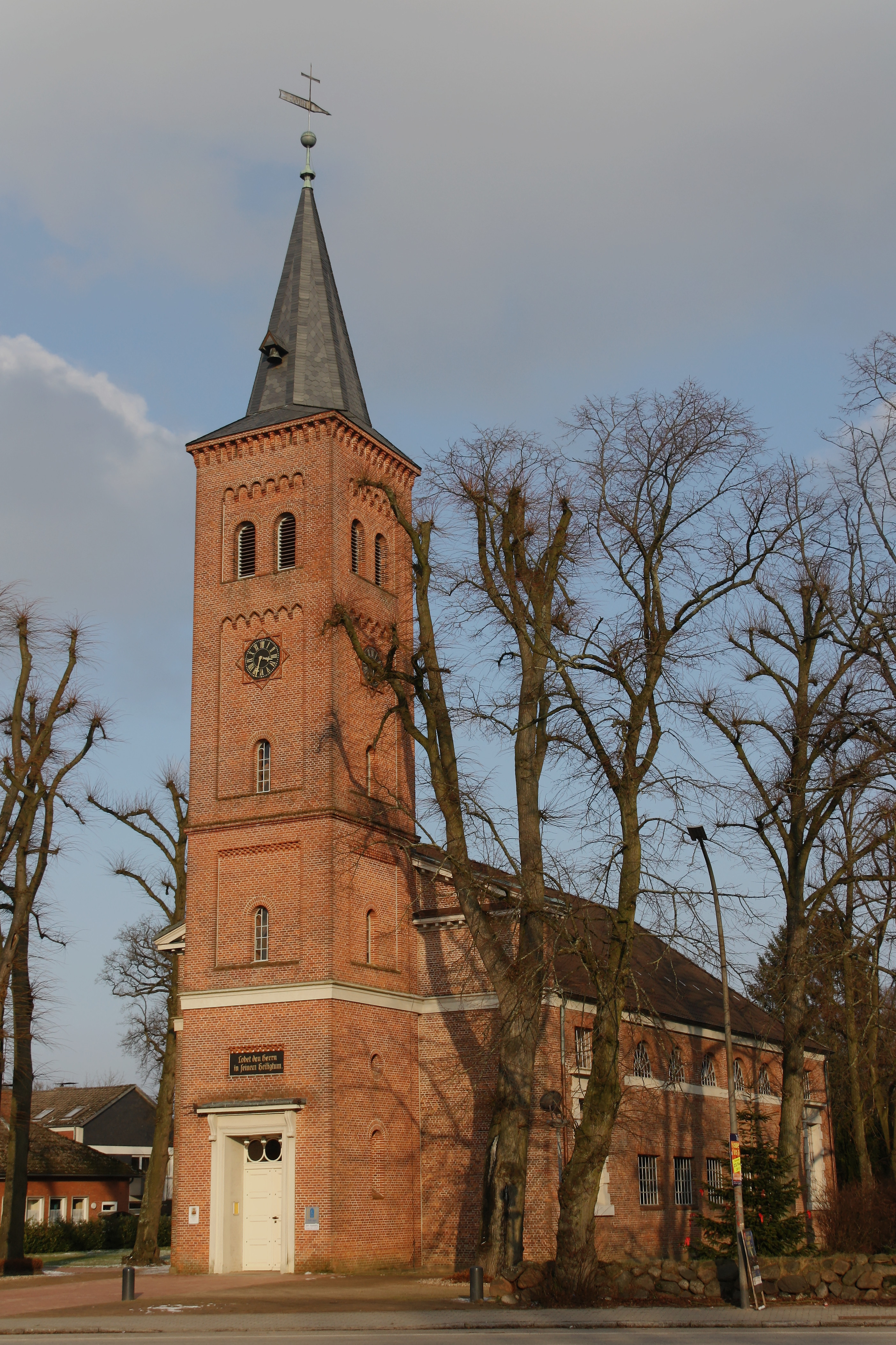
Iglesia de María en Quickborn (1807-1809)
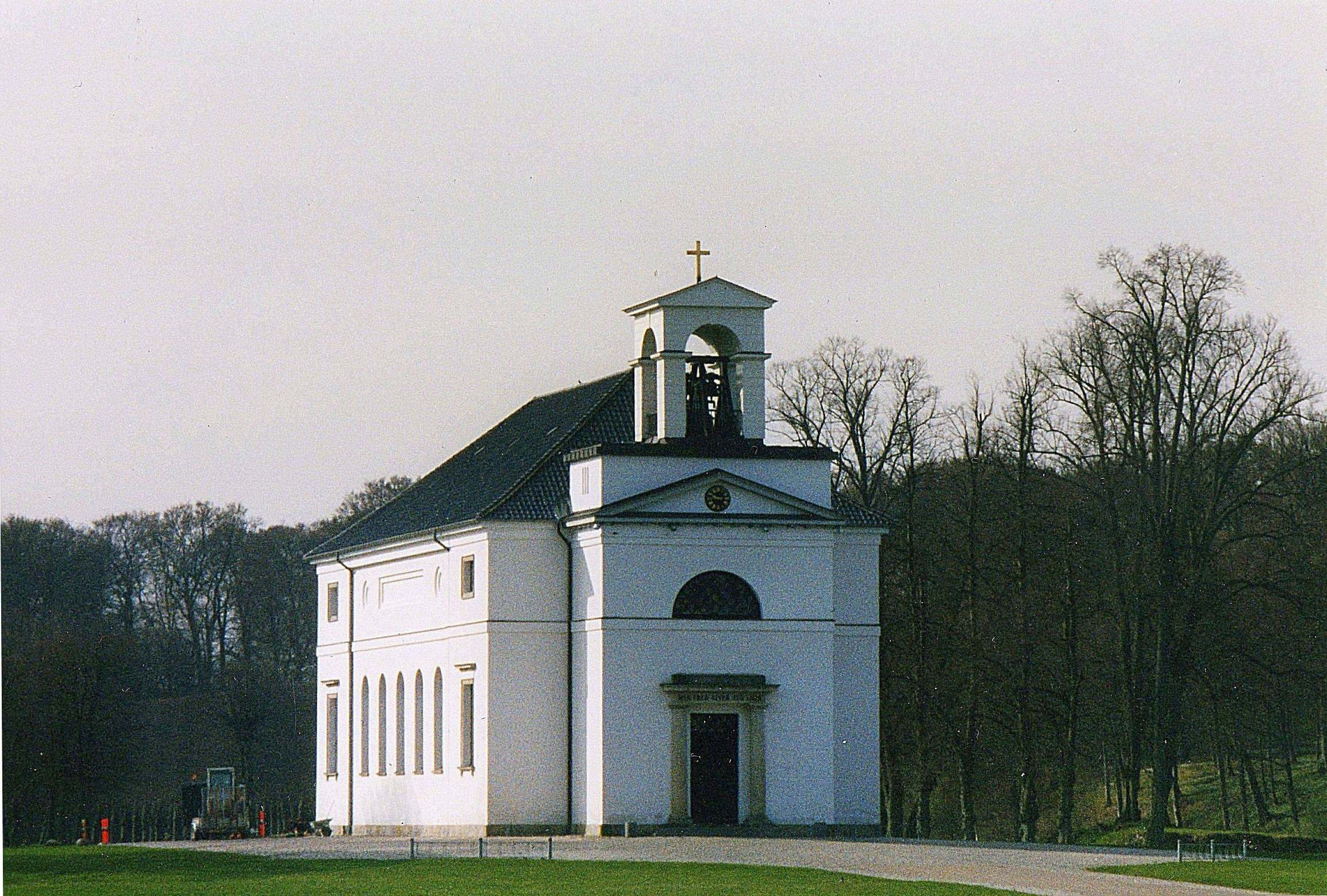
Iglesia de Hørsholm (1823)
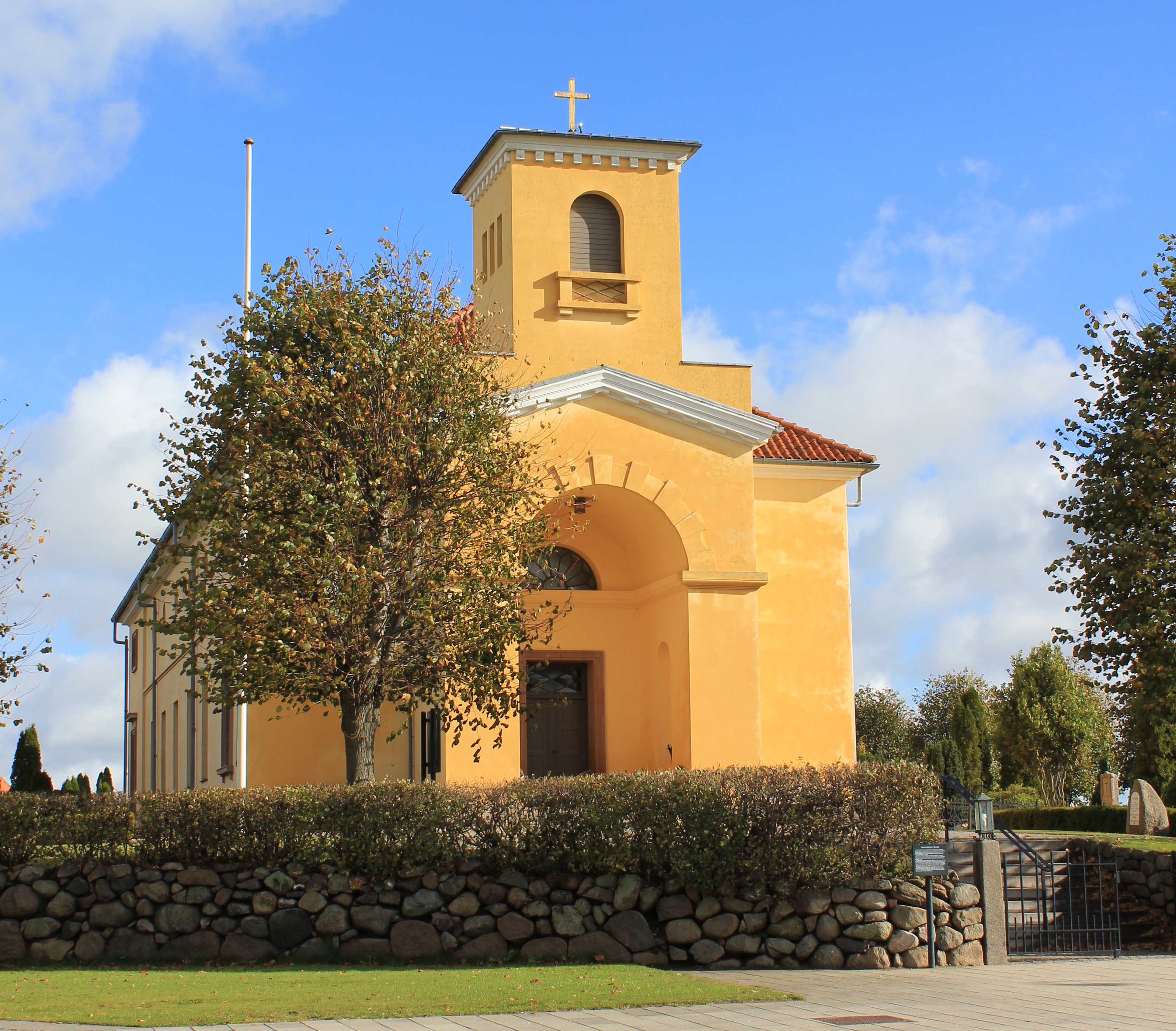
Iglesia de Vonsild (1824)
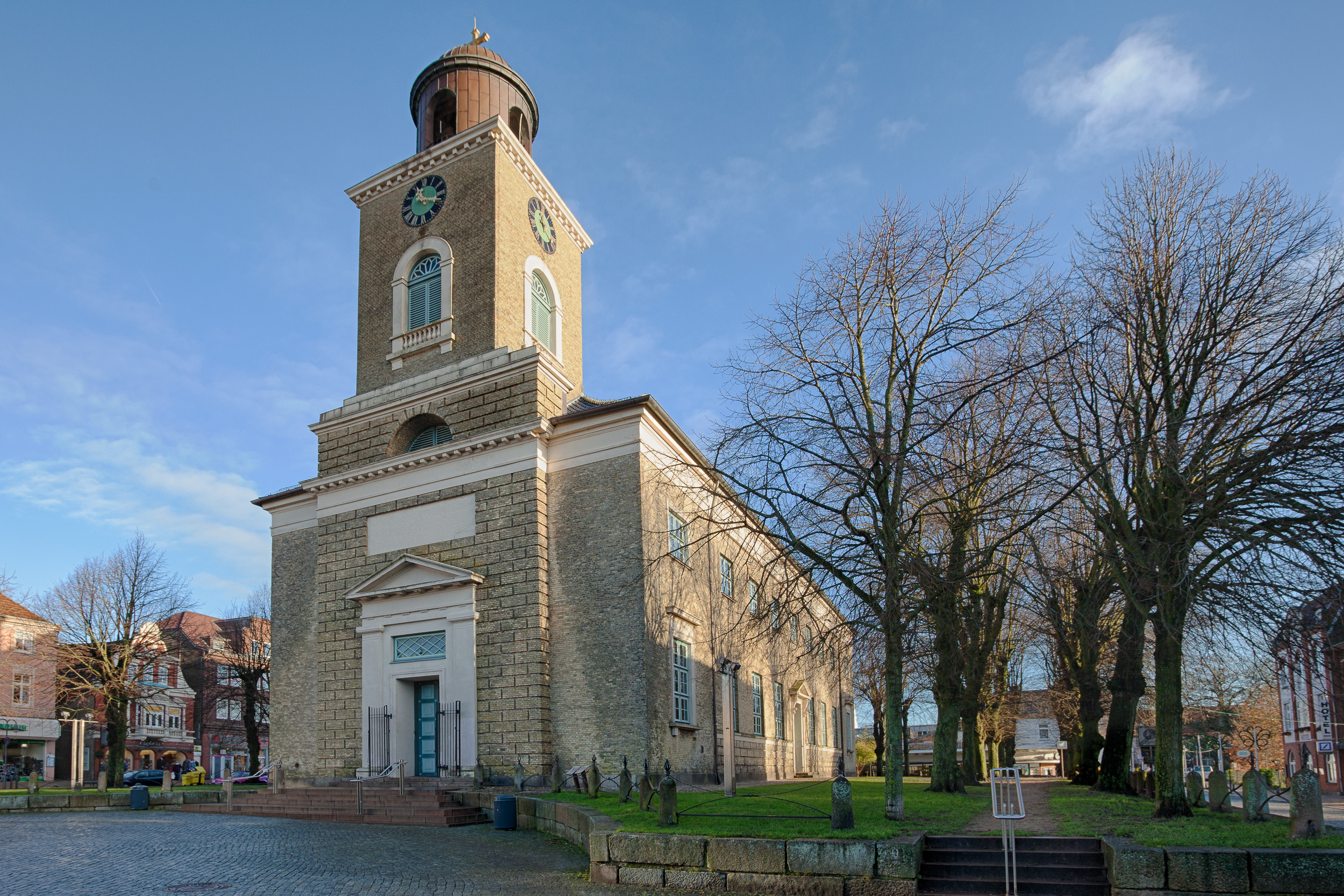
Mariekirke, Husum (1829-1833)
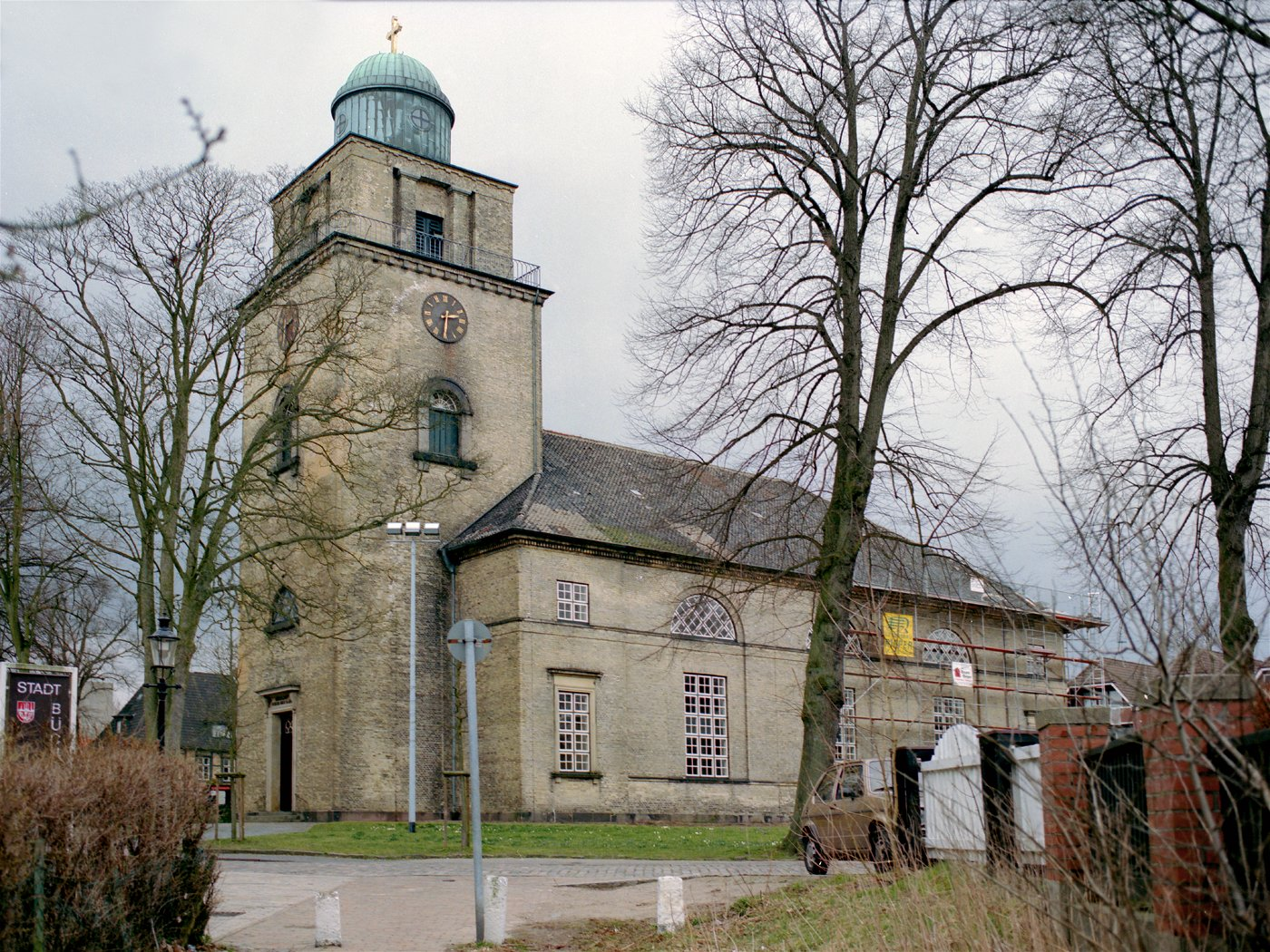
Iglesia de Vicelin (1829-1834), en Neumünster
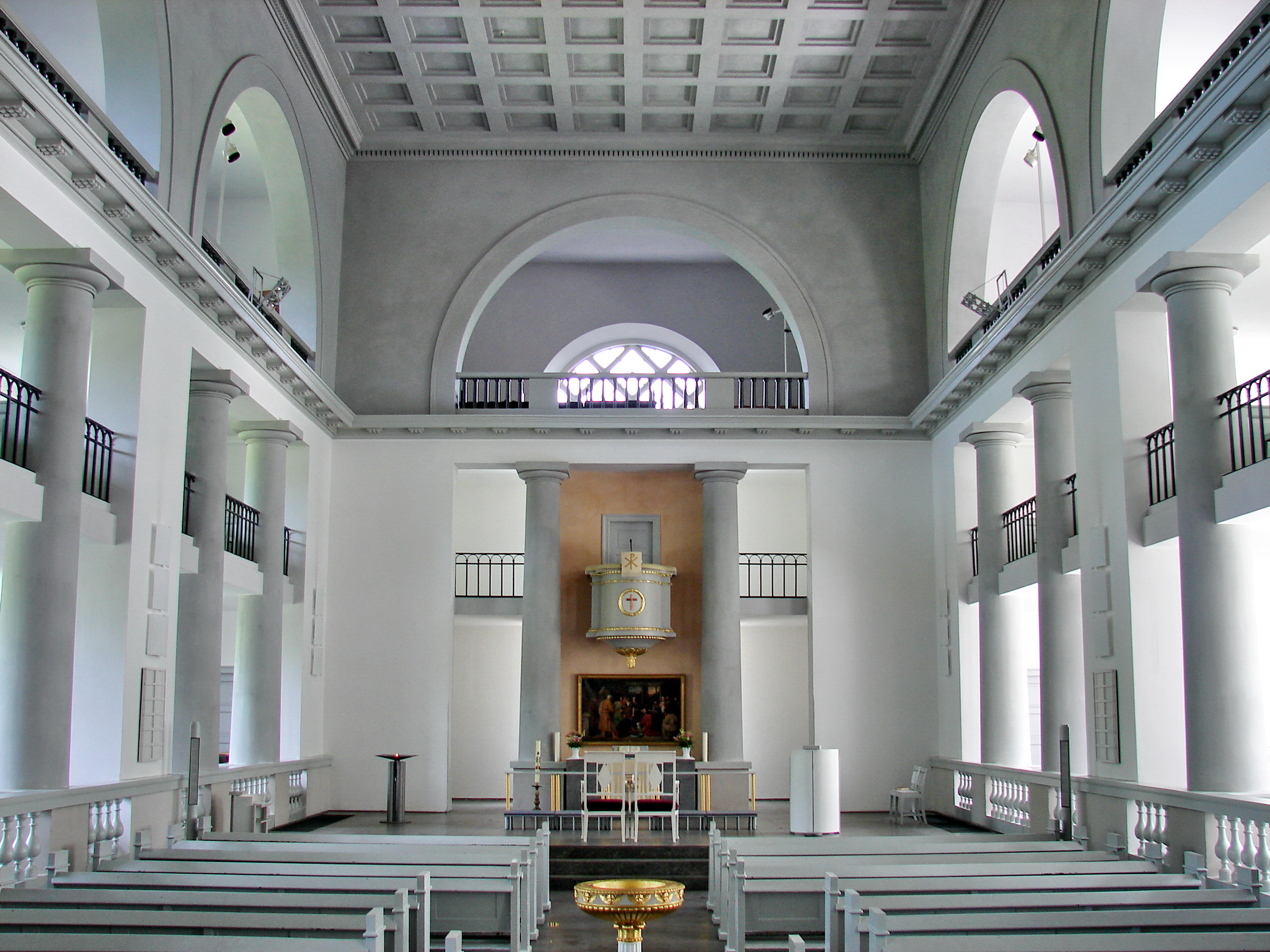
Interior de Vicelin
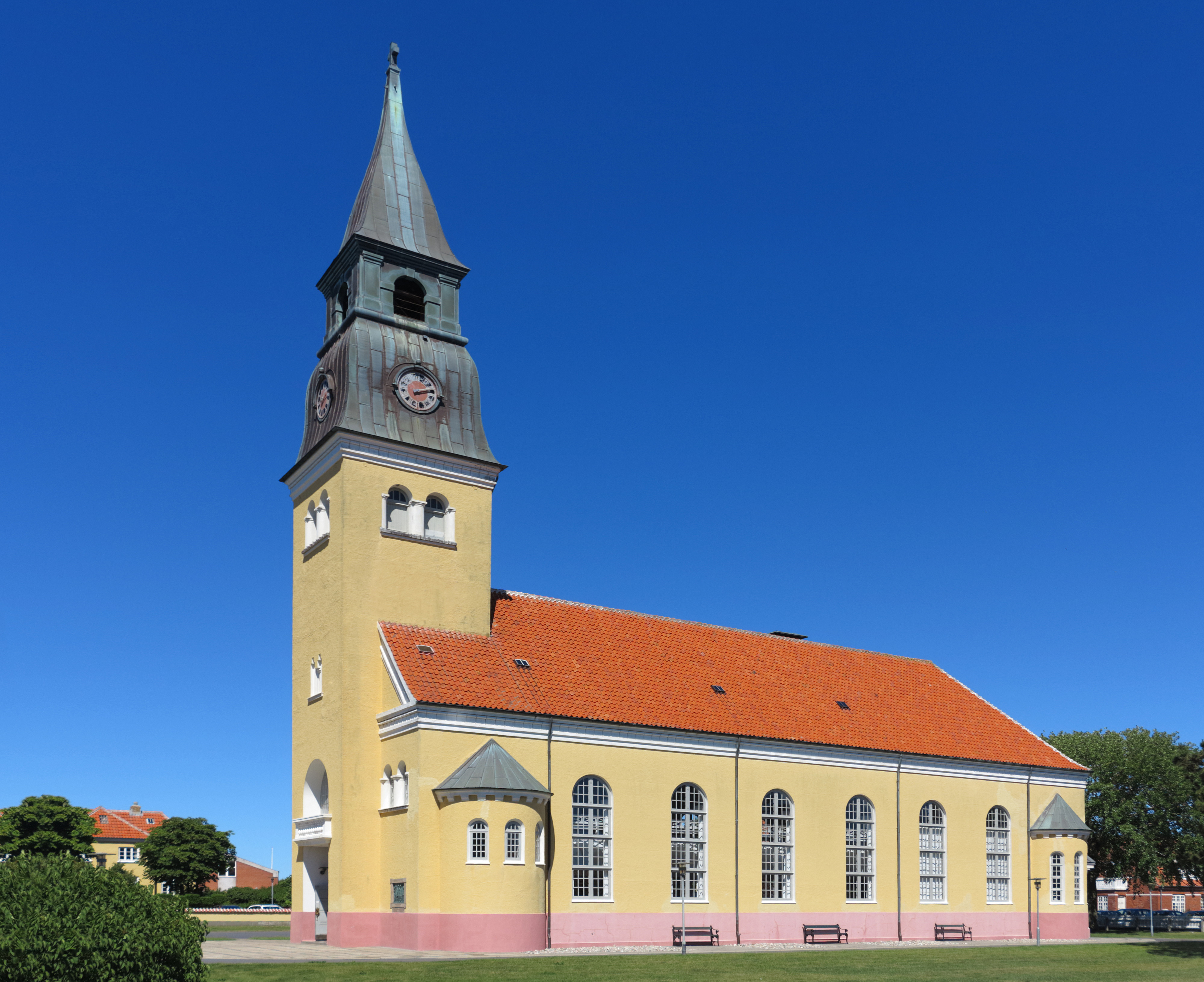
Iglesia de Skagen (1841)

Edificios civiles de Hansen
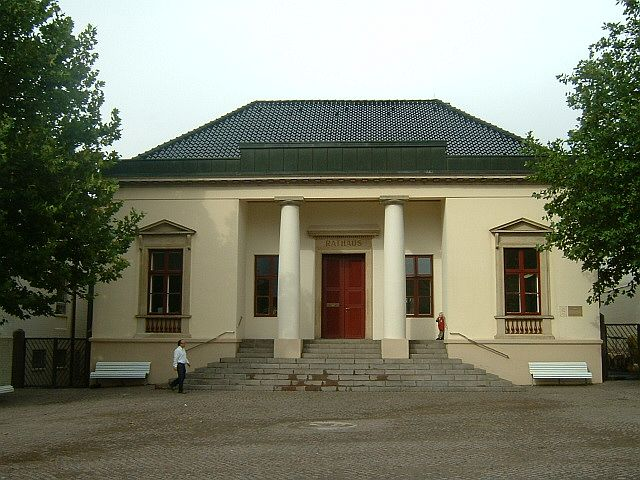
Ayuntamiento de Neustadt holstein
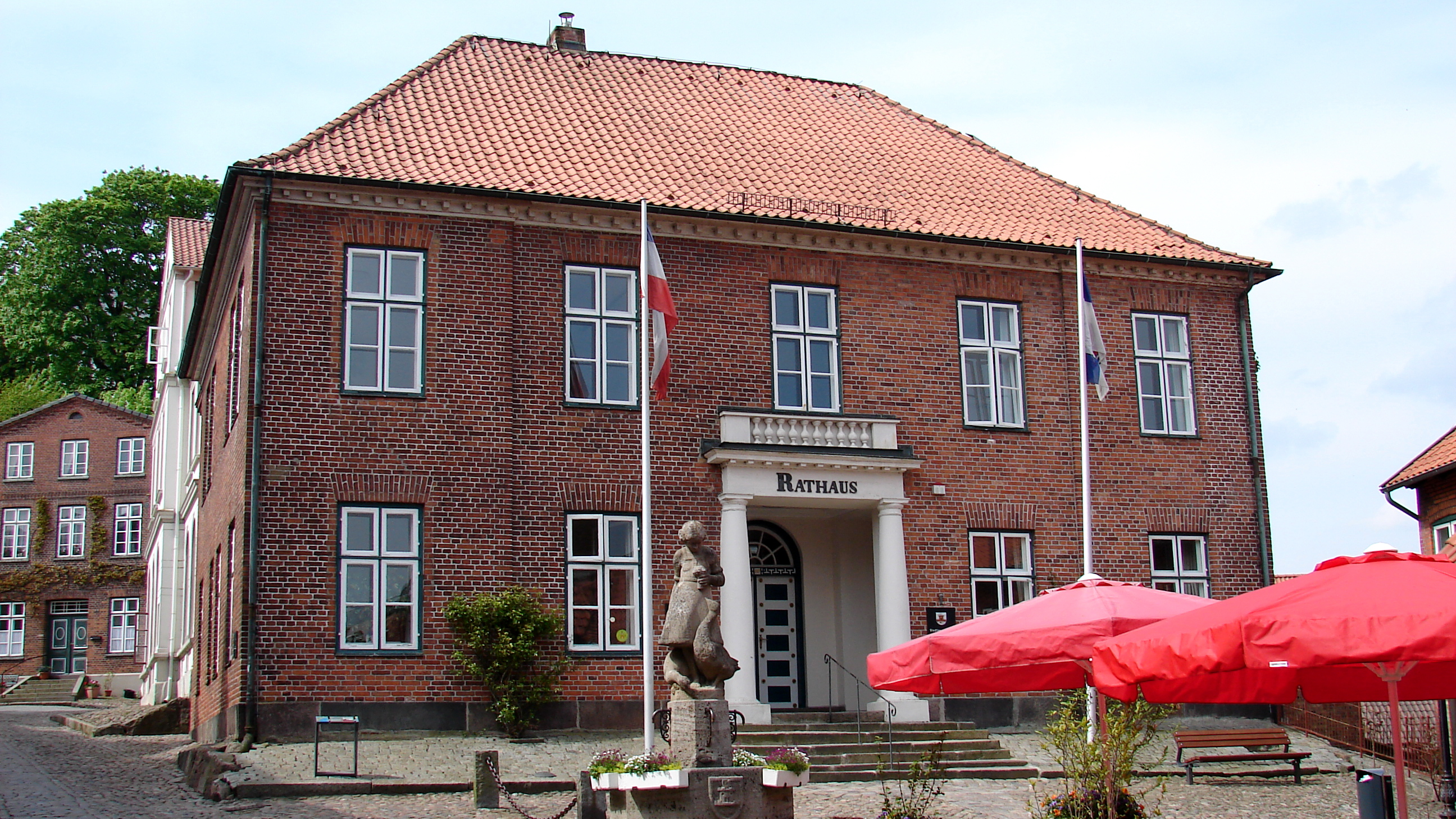
Ayuntamiento de Plön
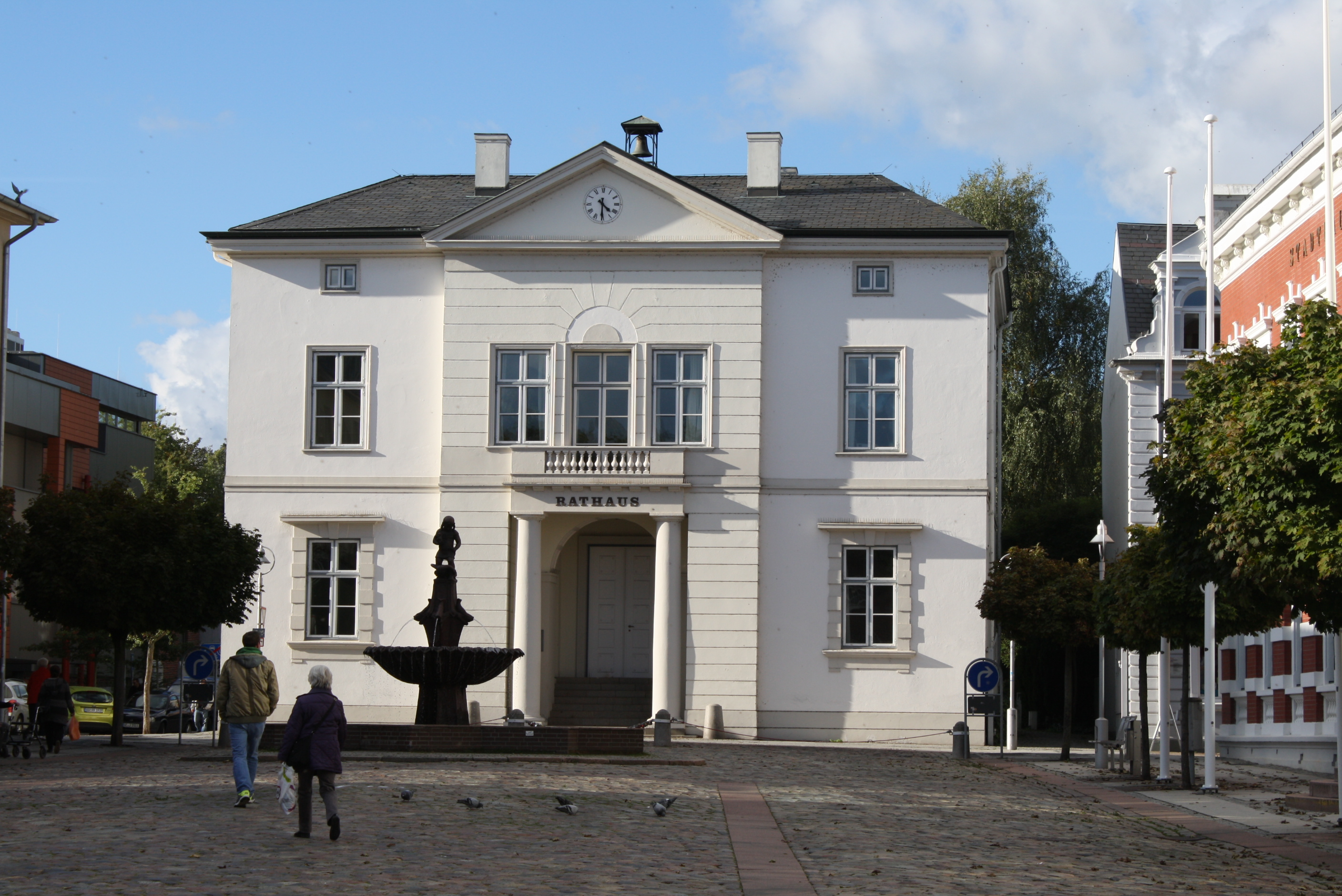
Ayuntamiento de ad Oldesloe
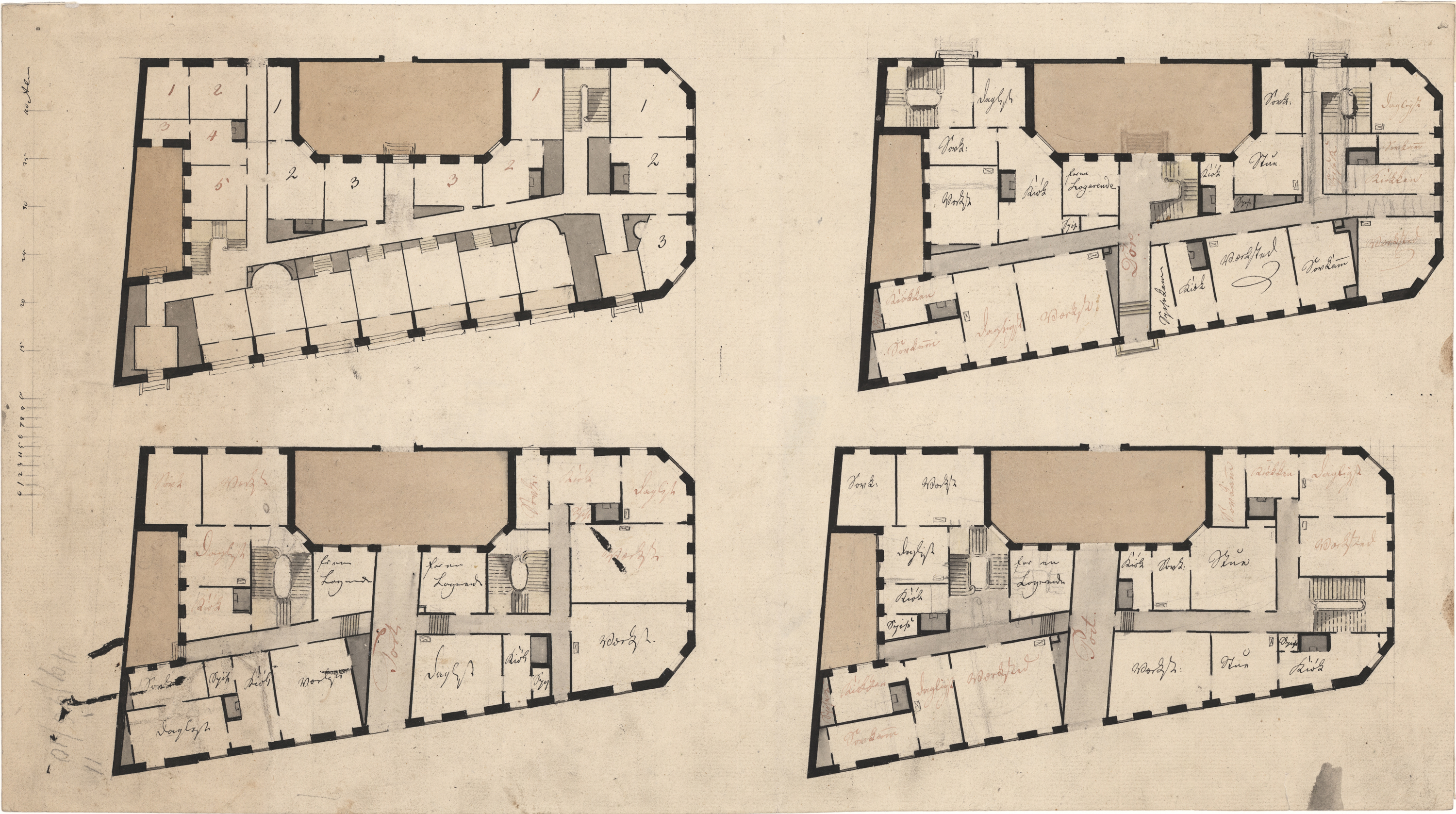
Estudios de planta de la Kunstnerkollegiet (colegio de artistas)
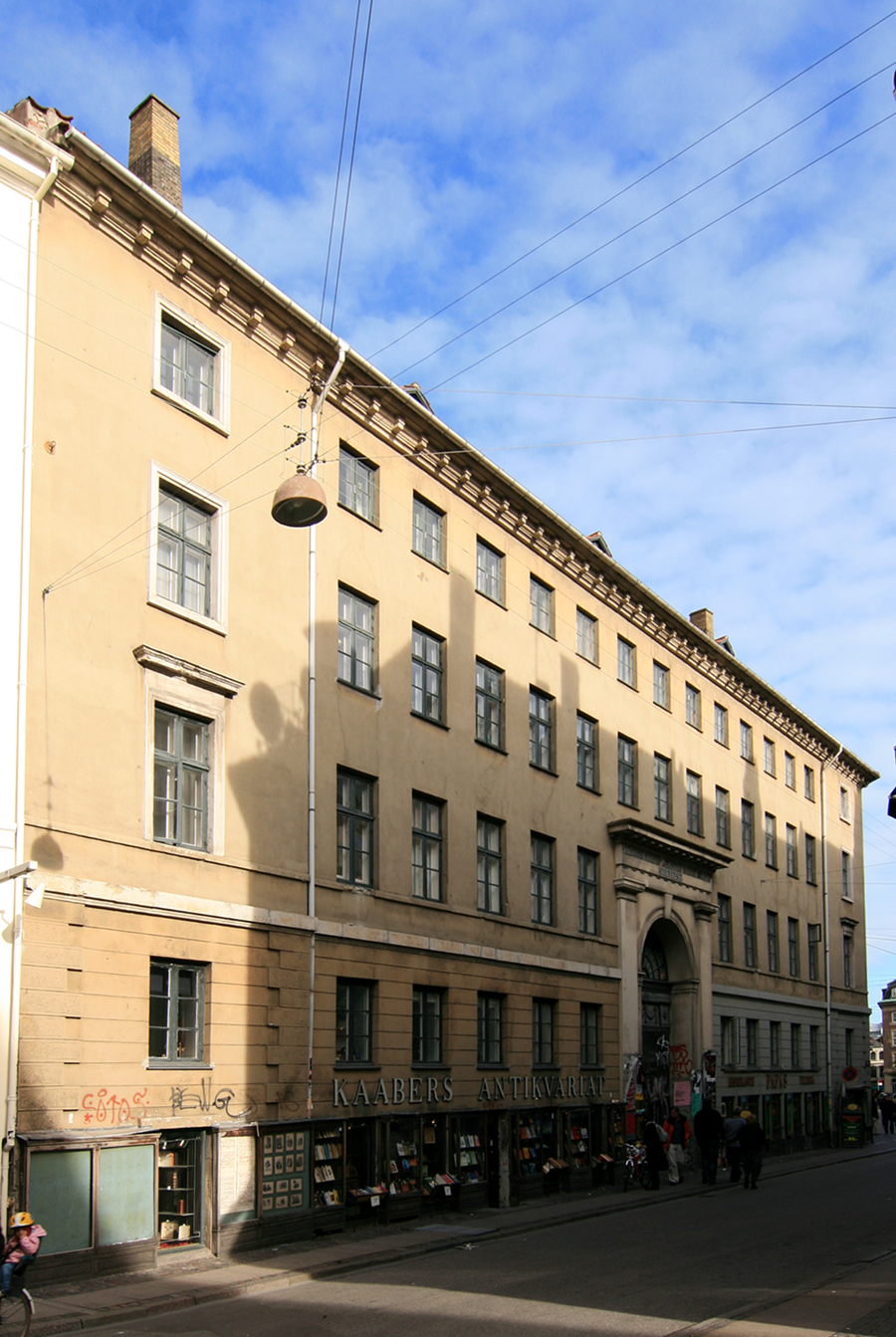
Colegio de artistas, Skindergade 34